# 전간기
1. 발트 3국 독립 전쟁
2. 니콜라이 유데니치가 이끄는 러시아 백군
3. 연합군의 러시아 내전 개입
4. 알렉산드르 콜차크가 이끄는 러시아 백군
5. 안톤 데니킨이 이끄는 러시아 백군
6. 시몬 페틀류라
7. 소비에트-폴란드 전쟁
8. 고지 실레시아 주민투표
9. 헝가리-루마니아 전쟁
10. 가브리엘레 단눈치오의 피우메 점령
11. 알바니아 내전
12. 튀르키예 독립 전쟁

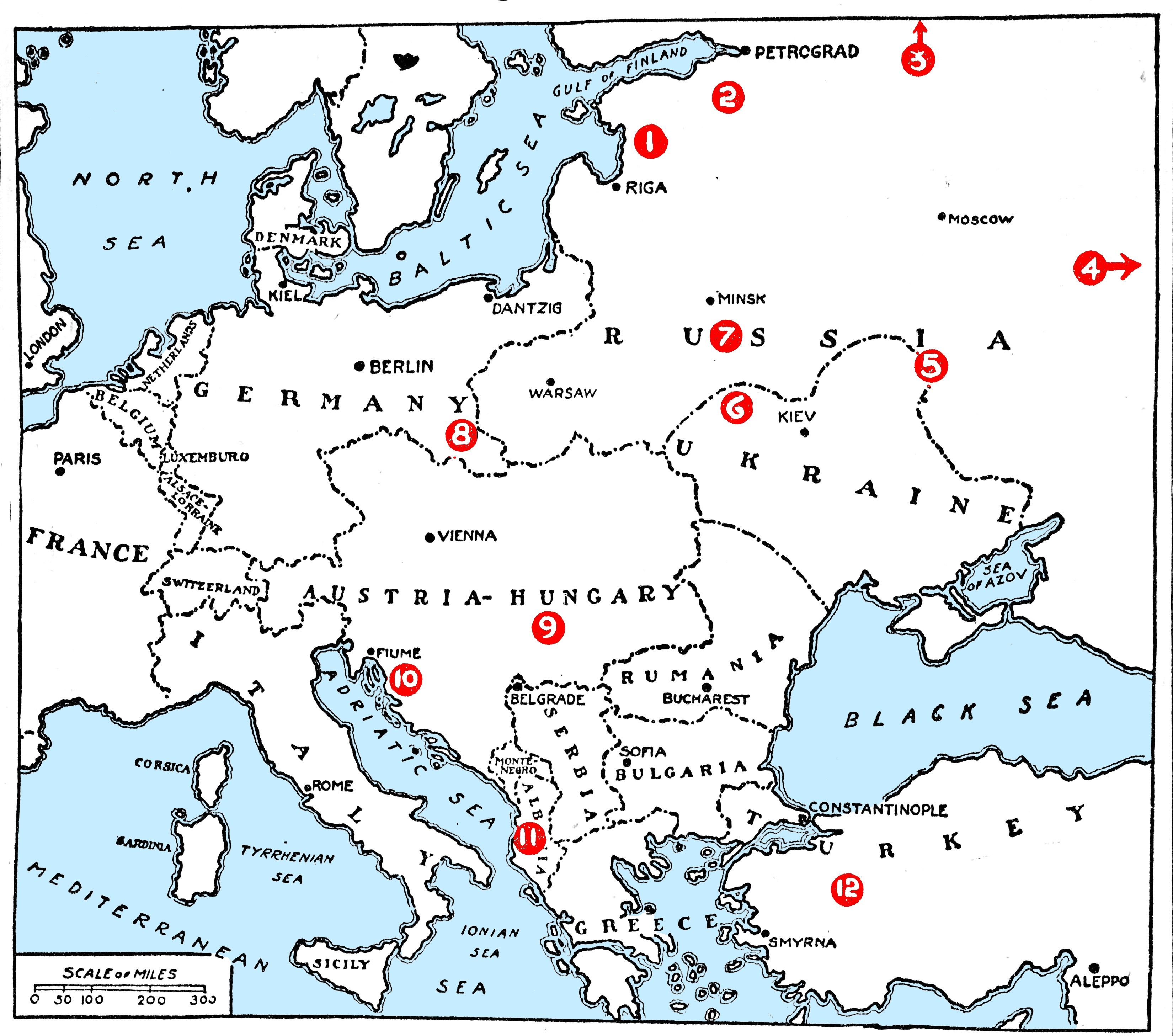
뉴욕 트리뷴에서 1919년 11월 9일에 발간한 지도. 제1차세계대전이 끝난 뒤 1년 사이에 중부/동부 유럽에서 발생한 무력 충돌을 지도에 표시한 것.

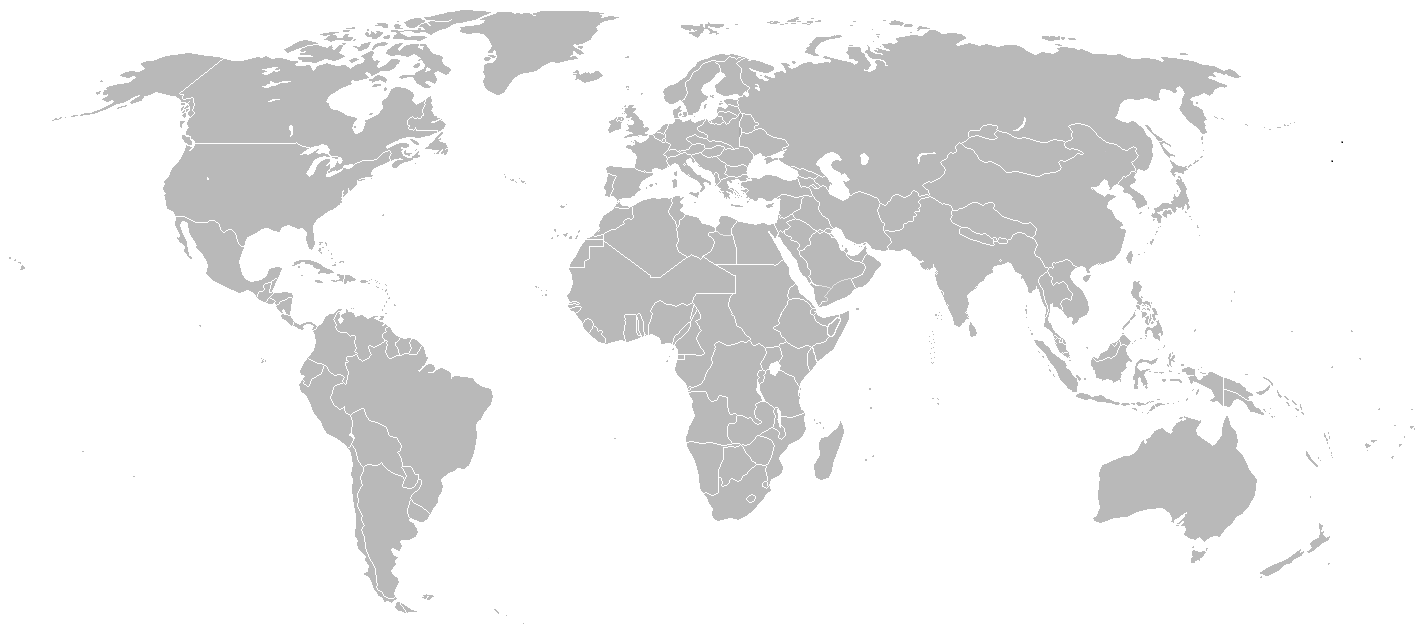
1920년 각 나라들의 국경

전간기(영어: Interwar period, 중국어: 戰間期), 또는 인터벨룸(영어: Interbellum)은 제1차 세계 대전 종결에서 제2차 세계 대전 발발까지 즉, 기본적으로는 1918년 11월 11일에서 1939년 9월 1일까지의 시대이다. 세계사 전체에서, 특히 유럽의 역사에서 중요하다. 이 기간 동안 비록 짧은 시간임에도 불구하고 전 세계적으로 많은 사회적, 정치적, 경제적 변화가 나타났다. 석유를 기반으로 한 에너지 생산 및 기계화는 중산층의 사회적, 경제적 이동의 시대인 호황의 20년대를 이끌었으며, 자동차, 전기 조명, 라디오 등의 새로운 기술이 선진국의 일상생활에 안착하였다. 그러나 호황은 곧 전례 없는 세계적인 경제 침체인 대공황으로 이어졌다.
정치적으로는 러시아에서 공산주의가 부상하며 10월 혁명과 러시아 내전이 일어났으며, 제1차 세계 대전이 끝난 뒤에는 독일과 이탈리아 등지에서 파시즘이 태동하였다. 중국은 국민당과 중국 공산당 사이의 갈등이 생겨나며 내전을 겪었다. 국제 사회에서 제국주의가 점점 더 부정적으로 인식되고, 여러 식민지에서 독립 운동이 일어남에 따라 여러 제국주의 국가들은 식민지 경영에 어려움을 겪기 시작했다. 이 시기에 유럽에서는 아일랜드 등 대부분의 식민지가 독립했다.
오스만 제국, 오스트리아-헝가리 이중제국, 독일 제국 등 제1차 세계대전 패전국들은 해체되었으며, 개중에서도 오스만의 영토와 독일의 식민지는 영국과 프랑스를 중심으로 한 승전국들(연합국) 사이에 재분배되었다. 한편 연합국이었음에도 불구하고 내전으로 인해 전쟁에서 이탈한 러시아 제국 역시 해체되었다. 제국의 서부에 있는 에스토니아, 핀란드, 라트비아, 리투아니아, 폴란드는 독립을 선언했고, 베사라비아는 루마니아와 재통일을 선택했다.
러시아에서는 소비에트 연방이 형성되며 볼셰비키들이 벨라루스와 우크라이나, 중앙아시아, 그리고 캅카스에 대한 통제권을 되찾는데 성공했다. 근동에서는 이집트와 이라크가 독립했다. 대공황을 겪으며 라틴아메리카의 국가들은 경제의 안정화 및 발전을 위해 많은 외국 회사들을 국유화했다. 소련, 일본, 이탈리아, 독일의 새로운 야망은 그들의 영토 확장으로 이어졌다.
군사적으로, 이 시기에는 제1차 세계대전에서 얻은 교훈과 함께 새로운 전략적-전술적 혁신을 촉진시킬 수 있는 기술이 눈에 띄게 급속도로 발전했다. 이 기간 동안 이전 전쟁에서 개척된 기술들의 개발 역시 대체로 계속되었지만, 가장 큰 문제는 이러한 발전의 가장 효과적인 활용에 대한 것이었다. 특히 육지에서는 정규 보병, 기병대, 포병대와 같이 '전통적인' 부대와 관련하여 기갑화, 차량화, 기계화된 신규 부대를 어떻게 배치하고 운용해야 되는지에 대한 논의가 자주 일어났다. 공중에서는 전략 폭격과 더불어 최전방의 근접 항공 지원에 공군을 배치하는 문제가 주요 논쟁거리였는데, 일부에서는 요격기의 개발이 폭격기를 앞지르고 있다고 주장했던 반면에 다른 일부에서는 "폭격기는 항상 통과할 것"이라고 주장했다. 해양에서는 "전함이 해군 전력의 대부분을 유지할 것인가? 아니면 해군 항공에 의해 쓸모없어질 것인가?"에 대한 여부가 주요 질문이었다. 전간기의 특정적인 군사 기술의 발전과 이를 따라가려 노력하는 신기술 도입 및 관련 체제에 대한 격렬한 논쟁은 궁극적으로 현대전의 많은 전술, 교리, 전략의 기초가 된 제2차 세계대전의 발발을 통해 해결책을 찾았다. 전반적으로 제1차 세계대전과 전간기의 혁신은 '전통적인' 전선전 및 최전선에서의 일대 회전에서 벗어나서 훨씬 더 기동적이고 기계화되며 비대칭적인 형태로서의 전쟁의 시작을 알렸다.

## 개요

### 유럽의 상황

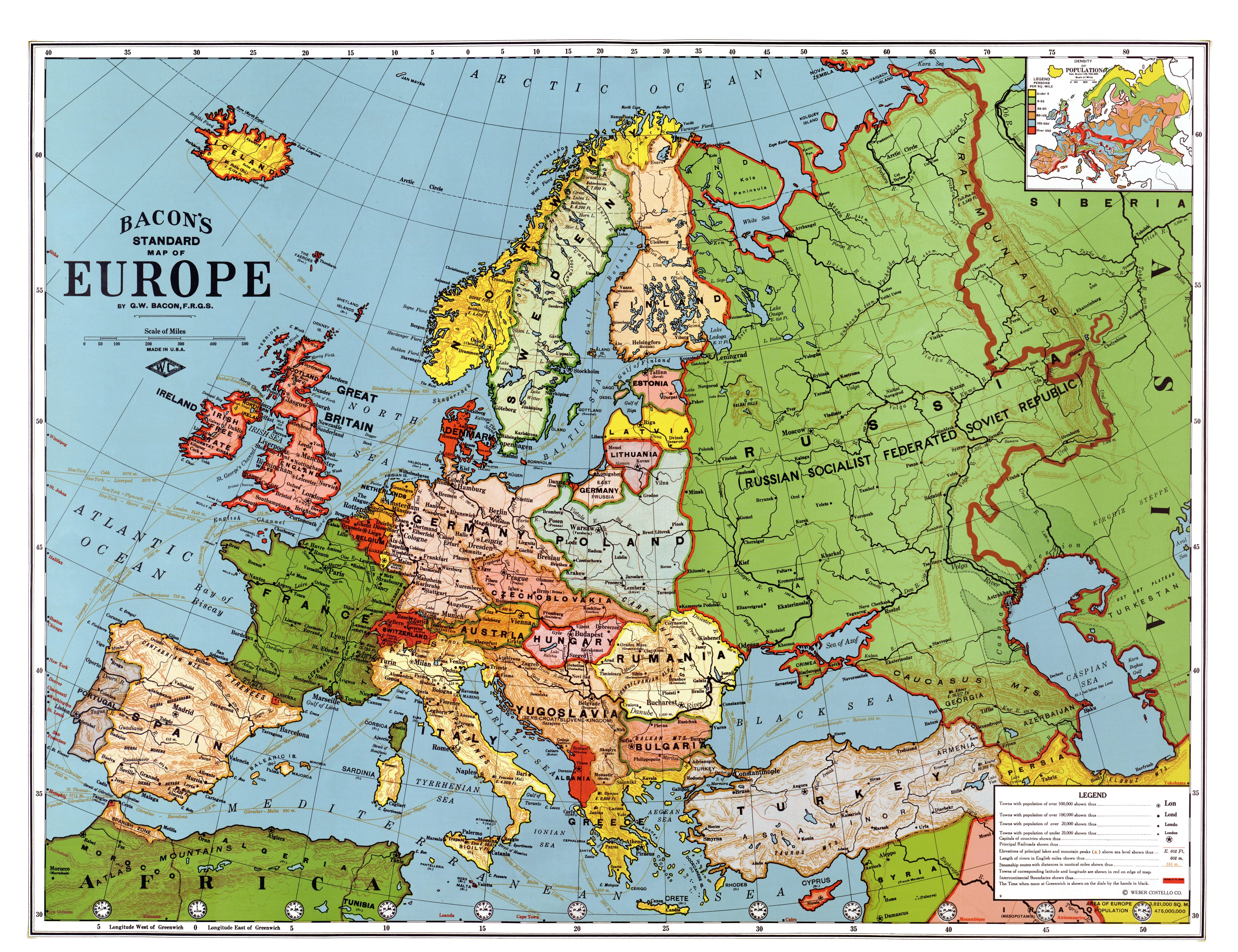
1923년 당시 유럽의 지도

제1차 세계대전을 끝낸 1918년 11월 11일의 콩피에뉴 휴전 협정 이후, 러시아 내전이 계속 맹위를 떨치고 동유럽은 세계대전의 흉터와 러시아 제국의 붕괴뿐만 아니라 독일, 오스트리아-헝가리 제국, 오스만 제국의 파괴라는 크나큰 영향으로부터 회복하기 위해 고군분투했지만, 불안정한 상황에서 이는 결코 이루어질 수 없는 미래였다. 1924년까지 유럽의 상황은 혼란의 소용돌이 안에 있었다. 남부, 중부, 동유럽에는 리투아니아 및 라트비아처럼 군소국가들뿐만 아니라 폴란드와 세르브인 크로아트인 슬로벤인 왕국(유고슬라비아 왕국) 등 비교적 규모가 큰 국가들이 건국되거나 독립하였다. 미국은 세계 금융계에서 지배적인 지위를 얻었다. 따라서 독일이 영국, 프랑스 및 다른 연합국들에 더 이상 전쟁 배상금을 감당할 수 없을 때, 미국은 도스 플랜 등을 통해 독일에 막대한 투자를 했고, 독일은 배상금을 갚기 위해 달러를 사용했다. 1920년대의 미국은 '광란의 20년대'라 불릴 정도로 번영했다.

### 국제 관계
전후 처리와 더불어, 전간기에서 외교와 국제 관계의 중요한 특징에는 전쟁이 일어날 수도 있는 문제ㅡ독일과 동맹국들이 부담하는 배상금 감축, 유럽의 재정 및 군축 정책에 대한 미국의 원조, 국제연맹의 창설 및 실패, 신생 국가들과 소련과의 관계, 자본주의 세계에 대한 소련의 불신ㅡ에 대한 대응이 있었다. 그럼에도 불구하고 1929년부터 시작된 세계 무역과 민주주의 체제의 붕괴(대공황), 경제 블록 위주의 성장, 중국에 대한 일본의 침략, 일본과 소련 간의 국경 분쟁, 무솔리니 이탈리아와 히틀러 독일의 공격적인 움직임, 스페인 내전, 이탈리아의 아비시니아 침공, 독일에 대한 승전국들의 유화정책, 안슐루스, 주데텐란트 위기, 라인란트 재무장 등 여러 사건들이 잇달아 일어나면서 세계는 다가오는 대전쟁을 피할 수 없게 되었다.
이 시기에 군축은 매우 인기있는 정책이었다. 그러나 미국과 영국이 제1차 세계대전 이후 국제 사회에서의 주도권을 잡으면서 국제연맹은 있으나 마나 하는 수준이었다. 찰스 에번스 휴스 미국 국무장관은 1921년 워싱턴 해군 회의에서 각 주요 국가에 허용되는 함선의 배수량 한계를 설정했다. 이 조약은 실제로 적용되었으며 1920년에는 영국-독일 해군력 경쟁과 같이 군함 건조 경쟁이 일어나지 않았다. 영국은 1927년 제네바 해군 군축 협정을 거쳐 1930년 런던 해군 군축 협정에서는 아예 순양함과 잠수함까지 배수량을 제한하는 조항에 넣었다. 1936년에는 제2차 런던 해군 군축 협정이 다시 열렸지만 독일, 이탈리아, 소련이 이를 거부하면서 사실상 무의미해졌다.

### 광란의 20년대

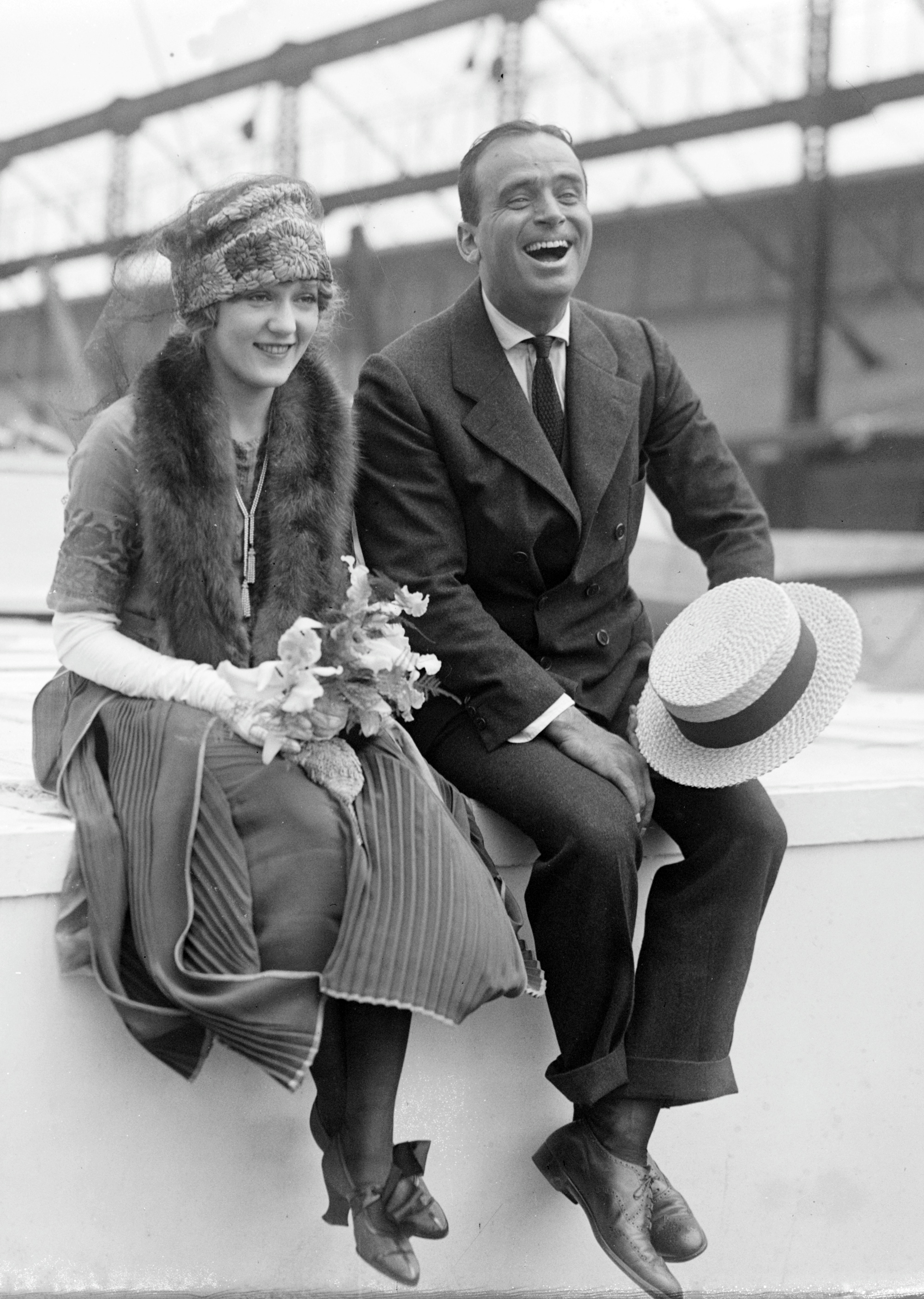
1920년대의 배우 더글라스 페어뱅크스와 메리 픽퍼드

광란의 20년대에는 참신하면서도 눈에 강렬하게 잘 띄는 사회-문화 트렌드와 혁신이 강조되었고, 지속적인 경제 번영이 이것을 뒷받침해주었다. 이러한 추세는 파리, 베를린, 런던과 같은 주요 도시에서 가장 잘 드러났다. 이 무렵은 재즈 시대가 시작되었을 뿐만 아니라 아트 데코가 정점에 도달한 시기이기도 했다. 여성의 경우에는 무릎까지 오는 스커트와 드레스가 사회적으로 유행했으며, 마르셀 웨이브 스타일의 단발머리도 인기를 끌었다. 이러한 트렌드를 개척한 젊은 여성들을 '플래퍼'라고 불렀다. 그렇지만 모든 것이 새롭게 변하지는 않았다. 미국, 프랑스, 독일에서 만연했던 전쟁에 대한 감정적인 열정으로 인해 '정치가 정상으로 되돌아갔다'. 핀란드, 폴란드, 독일, 오스트리아, 헝가리, 스페인의 좌파 혁명은 비록 보수주의자들에게 패배하기는 했지만 소련 공산당과 마르크스주의, 레닌주의의 중심지가 된 러시아에서 성공을 거두었다. 이탈리아에서는 베니토 무솔리니 치하의 국가 파시스트당이 1922년 로마 진군을 통해 권력을 잡았다.
1917년 캐나다(퀘벡은 조금 더 나중에 이루어짐), 1918년 영국, 1920년 미국 등 전간기에 대부분의 독립 국가에서 새로운 법을 제정하여 여성 참정권을 보장했다. 다만 프랑스, 스위스, 포르투갈과 같이 제2차 세계대전 이후까지 여성 참정권을 보장하지 않는 나라도 몇몇 있었다. 레슬리 흄은 다음과 같이 주장했다.
전쟁 노력에 대한 여성들의 기여와 이전 정부 체제의 실패로 인하여, 여성이 헌법과 기질 모두에서 투표하기에 부적합하다는 것을 유지하는 게 지금보다 더 어려워졌다. 여성들이 군수품 공장에서 일할 수 있다면 투표소에서 일할 수 있는 자리를 거부하는 것은 배은망덕하면서도 비논리적인 일처럼 보였다. 그러나 이번 투표는 단순히 전쟁에 대한 보상 그 이상의 의미를 지니고 있었으며, 여성의 전쟁 참여가 이들의 공공장소 진입을 둘러싼 두려움을 불식시키는 데에 도움이 되었다는 점이었다.

데릭 알드크로프트와 스티븐 모어우드에 따르면, 유럽에서는 "거의 모든 국가가 1920년대에 일정 수준의 경제 발전을 기록했으며, 대부분은 10년이 끝날 때까지 전쟁 이전의 소득과 생산 수준을 회복했거나 초과 달성했다"고 한다. 여기서 네덜란드, 노르웨이, 스웨덴, 스위스, 그리스는 특히 좋은 성과를 거두었던 반면에, 동유럽은 제1차 세계대전 및 러시아 내전의 피해로 인해 저조한 발전을 보였다. 선진국에서는 라디오, 자동차, 전화, 전기 조명 및 가전 제품들이 보급되면서 중산층 가정과 노동 계급의 많은 사람들이 번영을 누렸으며, 전례 없는 산업의 성장 및 소비자 수요와 열망의 가속화, 라이프스타일과 문화의 급속한 변화가 같이 따라왔다. 미디어에서는 유명민, 특히 스포츠 선수와 영화배우들이 많이 등장하기 시작했다. 주요 도시에서는 관람객들을 위해 궁전 같은 영화관 외에도 대형 스포츠 경기장들을 건설했다. 한편 농업의 기계화 역시 계속 이루어져, 작물 생산량이 증가하여 가격이 떨어지면서 수많은 농장 노동자가 해고되었다. 이들은 때때로 인근의 산업 도시로 이주하기도 했다.

### 대공황

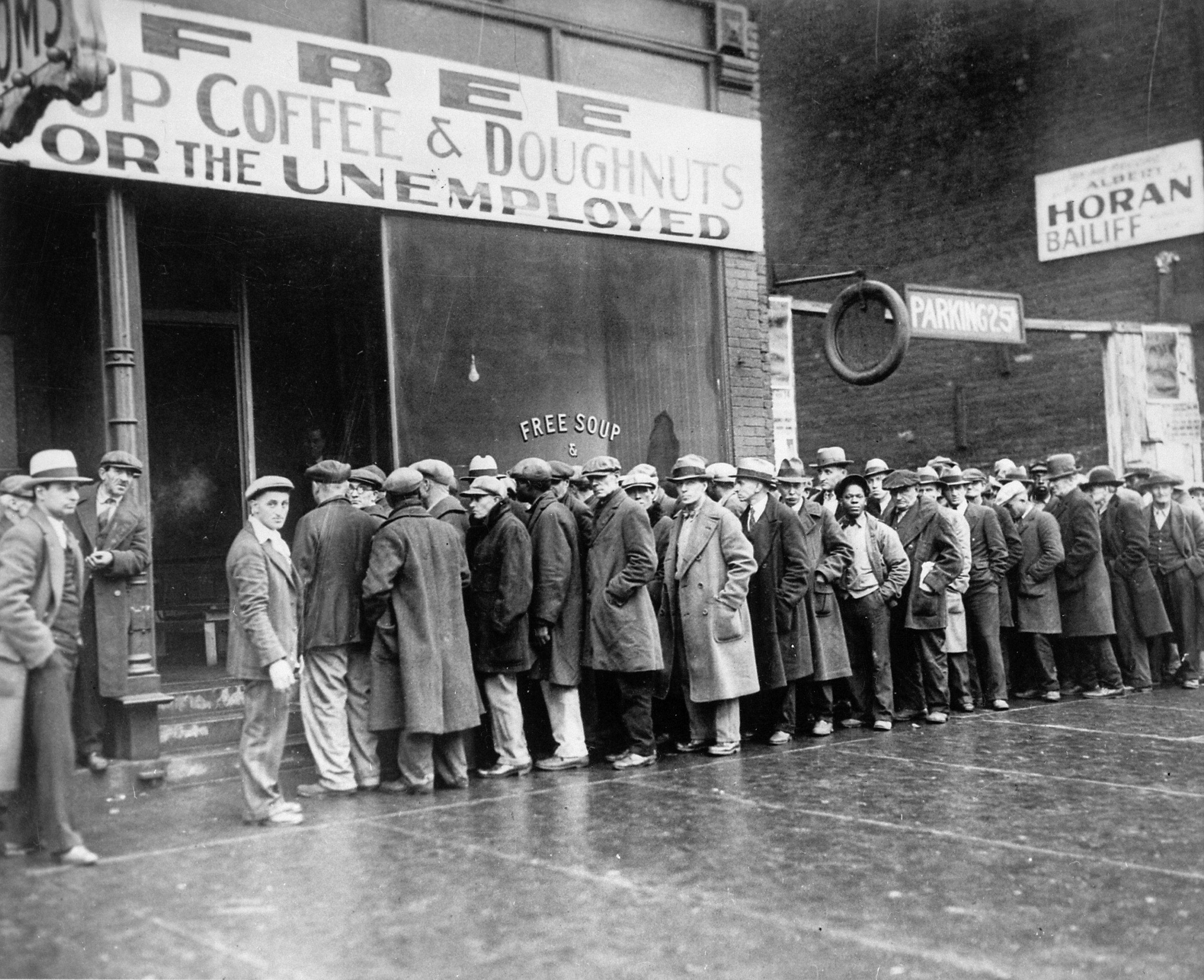
1931년, 대공황 당시 시카고의 마피아 알 카포네가 개업한 수프 키친에 줄을 서 있는 실업자들

대공황은 1929년 이후에 발생했던 심각한 수준의 전세계적인 경제 불황이었다. 시기는 국가마다 달랐지만, 대체로 1929년에 시작되어 1930년대 후반까지 지속되었다. 이것은 20세기 들어 가장 장기적이고 광범위했을 뿐만 아니라 그 여파가 매우 컸던 경제 위기였다. 대공황은 1929년 10월 29일(검은 화요일로도 알려짐) 미국에서 주가 대폭락으로 시작되어, 곧 전 세계에 영향을 미쳤다. 1929년부터 1932년까지 전 세계 GDP는 약 15% 정도 감소했다. 이와 비슷하게, 대침체가 일어난 2008년부터 2009년까지 전 세계 GDP는 약 1%(미만) 감소했다. 1930년대 중반부터는 일부 국가들의 경제가 회복되기 시작했다. 그러나 대부분의 국가에서 대공황의 부정적인 영향은 제2차 세계대전이 시작될 때까지 계속되었다.(ch 1)
대공황은 부유한 국가와 빈곤한 국가 모두에게 파괴적인 영향을 미쳤다. 개인 소득, 세수, 이익, 물가와 함께 국제무역이 50% 이상 급감했다. 당시 미국의 실업률은 25% 정도였으며, 일부 국가에서는 33%까지 증가하기도 했다. 특히 광물과 농산물 가격이 매우 크게 떨어졌으며, 새로운 사업을 시작하려는 시도와 함께 사업을 통해 벌어들이는 수익 또한 급격히 감소했다.
전세계의 도시들, 특히 그중에서도 중공업에 의존하던 도시들이 가장 큰 타격을 입었다. 많은 국가들은 건설 사업을 사실상 잠정적으로 중단했다. 농산물 가격이 대략 60%나 하락하면서 농촌 지역 또한 어려움을 겪었다. 대체할 일자리가 거의 없는 상태에서, 수요의 급감에 직면한 광업 및 벌목업과 같은 1차 산업에 의존하는 분야가 가장 큰 어려움을 겪었다.
독일의 바이마르 공화국은 1923년의 초인플레이션과 같은 해 실패한 뮌헨 맥주홀 폭동으로 정치적, 경제적 혼란이 극에 달했다. 전세계적인 경기 침체와 독일의 재앙적인 통화 정책으로 인한 두번째 고난은 나치즘의 부상으로 이어졌다. 한편 아시아에서는 일본이 특히 중국과 관련하여 더욱 적극적으로 팽창 정책을 펼쳐나가고 있었다.

### 파시즘의 부상

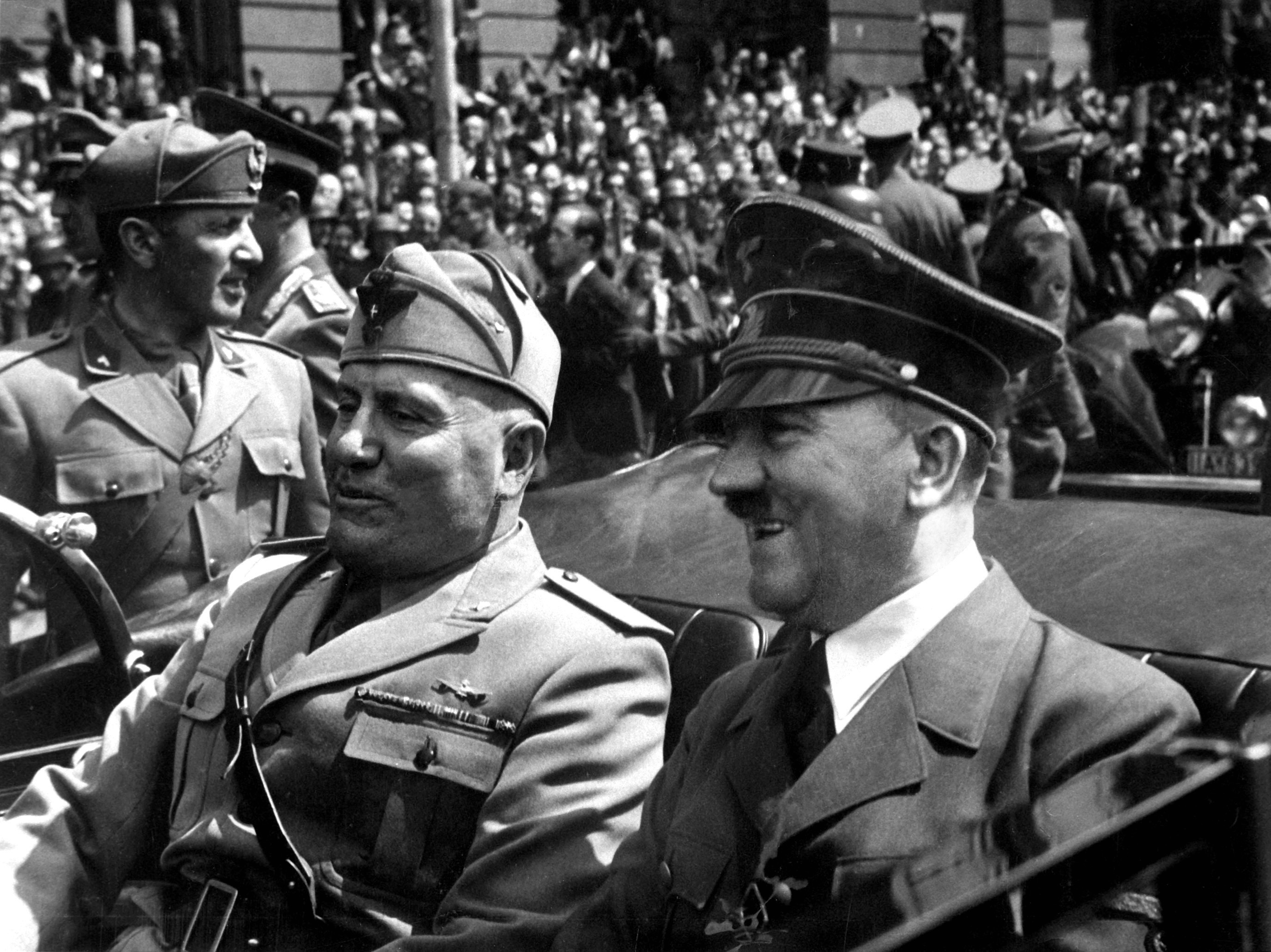
베니토 무솔리니와 아돌프 히틀러

민주주의와 번영은 1920년대에 주로 함께 이루어졌다. 그러나 대공황 이후 심각한 경제 위기가 불어닥치자 발트해 및 발칸 국가들, 폴란드, 스페인, 포르투갈 등 유럽과 라틴 아메리카의 수많은 국가들 내에서는 민주주의의 필요성에 의문을 가지고 이를 불신하는 목소리가 커져갔다. 이는 이탈리아, 일본, 독일에서 강력한 팽창주의적 반(反)민주주의 정권이 등장함으로써 정점에 달했다.
파시즘 정권은 1922년 이탈리아 왕국에서 처음 집권했으며, 대공황 이후에는 독일에서 나치즘이라는 형태로 민주주의로부터 승리를 거두었고 나중에는 유럽의 다른 많은 국가들에게로 확산되었다. 심지어 라틴 아메리카의 여러 국가에서도 중요한 역할을 하기도 했다. 파시스트들은 우파들의 전통과 기대에 부합하는 정당을 합법적으로 창당했지만, 이들 모두 극단적인 군사주의적 민족주의, 경제 통제에 대한 열망, 이웃 국가들에 대한 위협과 침략, 소수민족 탄압 등의 정책을 공공연하게 펄쳤으며, 중산층을 기반으로 한 지지자들을 동원하여 민주주의를 노골적으로 조롱하고 문화적 자유주의를 철저하게 부정했다. 그들은 권력, 폭력, 남성의 우월성을 신봉하고 베니토 무솔리니나 아돌프 히틀러와 같은 독재자들이 정국을 주도하는 것이 '자연스러운' 위계 질서라고 여겼다. 파시즘의 집권은 자유주의와 인권을 억압하고 개인의 주장과 가치를 무시할 뿐만 아니라, 그들의 정당만이 오로지 최선이라고 여기게 하고 그들의 결정이 최선이라고 믿게 하는 것을 의미했다.

## 주요 국가

### 일본 제국

1939년 당시 아시아-태평양 권역의 지도

일본은 가장 진보된 서유럽식 국가 모델을 바탕으로 산업 경제를 면밀히 구상하기 시작했다. 처음에는 섬유, 철도, 해운으로 시작했지만 점차 전기 및 기계 산업으로 확장되었다. 하지만 일본의 가장 큰 약점은 원자재가 부족하다는 것이었다. 산업 분야에서는 구리가 현저하게 부족했으며 석탄은 아예 전량을 다른 나라에서 수입해야만 했다. 또한 알루미늄은 100%, 철광석은 75%, 석유는 79% 정도를 타국과의 무역에 의존했다. 심지어 일본은 중국이나 소련과 전쟁을 수행함과 동시에 주요 석유 및 철강 공급국들, 특히 미국-영국-네덜란드와 마찰을 빚고 있었다.
일본은 제1차 세계대전 당시 연합국에 참여하여 몇몇 영토를 확보했다. 전후 처리 과정에서 대영제국과 함께 태평양 및 중국 해안에 있던 독일의 해외 영토를 분할하여 가졌지만 그다지 많지는 않았다. 이후 일본이 1915년 21개조 요구를 통해 중국을 사실상 식민화하여 지배하려 하자 다른 동맹국들은 이에 거세게 반발했다. 일본의 전시 외교와 제한적인 군사 행동(예를 들어 시베리아 출병)은 막대한 비용을 소모했음에도 불구하고 별다른 성과를 거두지 못했다. 대전쟁 말기, 파리에서 베르사유 조약이 체결되면서 일본은 그들의 야망을 한 수 접어야만 했다. 1919년 파리 강화 회의에서 일본은 인종적 차별 철폐 제안을 주장했지만 미국과 영국 등의 반대로 무산되었을 뿐만 아니라 외교적으로 고립이 심화되었다. 1902년에 맺어졌던 영국과의 동맹은 캐나다와 미국의 강력한 압박으로 인해 1922년에 갱신되지 못한 채로 흐지부지하게 마무리되었다. 그럼에도 1920년대까지 일본의 외교는 대체로 자유민주주의 정치 체제에 뿌리를 두고(다이쇼 데모크라시) 국제주의를 선호했다. 그러나 1930년이 되자 일본은 육군 파벌이 점점 더 많은 권력을 장악하고 국제주의와 자유주의를 거부하는 등 급격하게 반전되고 있었다. 1930년대 후반에 일본은 나치 독일 및 파시스트 이탈리아와 함께 추축국 군사 동맹에 가입했다.:563–612, 666
1930년 런던 군축 회담은 일본 제국 군대를 분노케 했다. 일본 제국 해군은 미국, 영국, 프랑스에게 그들과 동등한 지위를 요구했지만 거절당했고, 회의는 1921년의 결정을 그대로 유지했다. 결국 일본은 주력함 몇몇을 폐기해야 했다. 얼마 뒤, 5.15 사건으로 이누카이 쓰요시 총리가 극단주의자들에게 암살당하고 군부가 더 많은 권력을 장악하면서 민주주의는 빠르게 후퇴했다. 일본은 이제 점점 더 극단적으로 변해가고 있었다.

#### 일본의 만주 점령

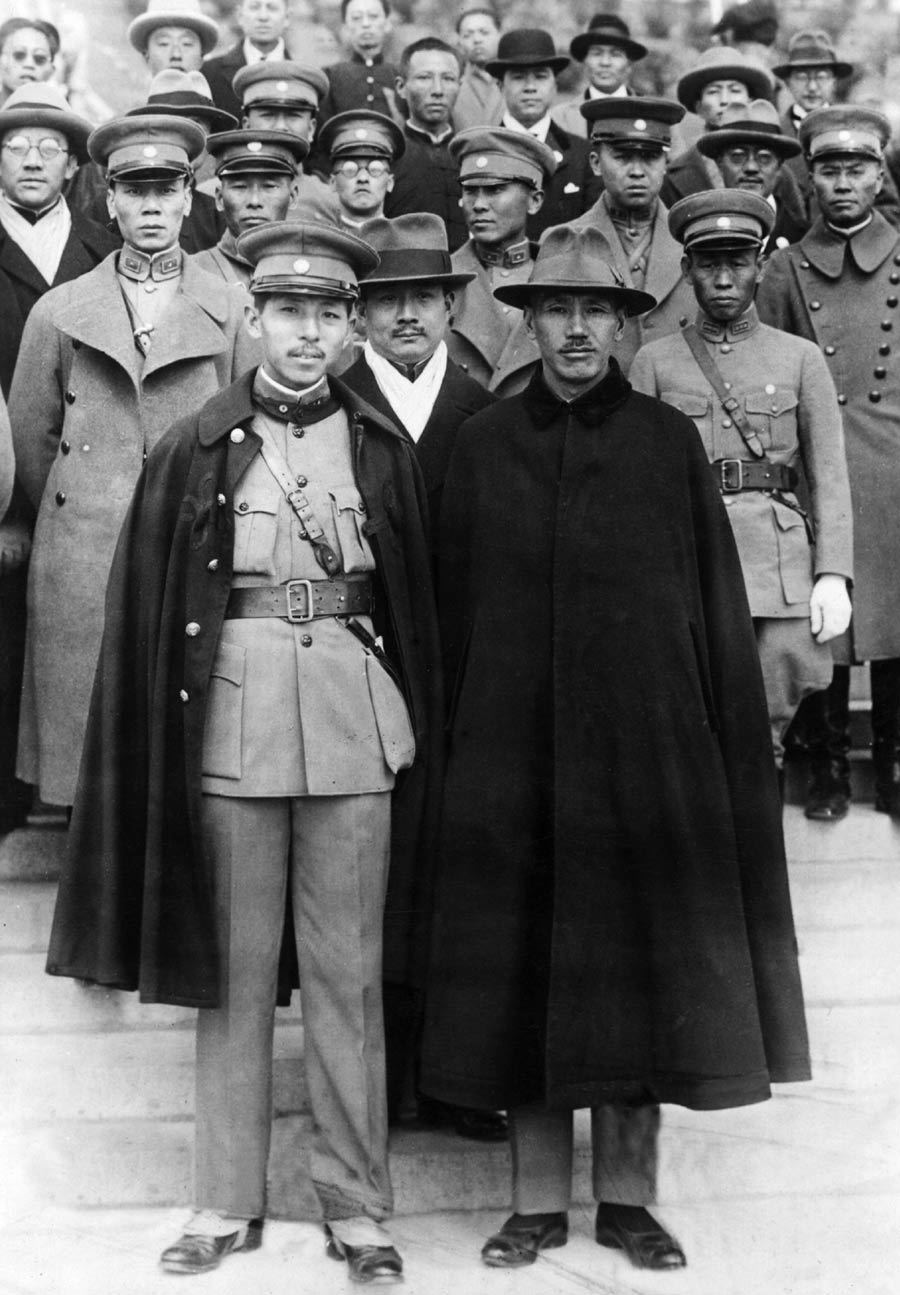
1930년 11월 장쉐량과 장제스

1931년 9월, 일본 관동군은 정부의 승인 없이 독자적으로 움직여 군벌 장쉐량이 장악하고 있던 중국 북동부의 만주를 점령했고 곧 그곳에 꼭두각시 정부인 만주국을 설립했다. 1932년 국제연맹에서 일본의 불법적인 행동을 비난하고 만주에서의 철군을 요구하는 리튼 보고서가 발표되었는데, 이에 대해 일본은 국제연맹을 탈퇴하는 초강수를 두었다. 하지만 영국과 프랑스는 아무런 조치를 취하지 않았다. 헨리 L. 스팀슨 미국 국무장관은 미국 역시 일본의 만주 정복을 합법적인 것이 아니라고 보고 인정하지 않겠다고 발표했다. 한편 독일은 일본의 이러한 행보를 환영했다.

#### 중국 정복을 향하여

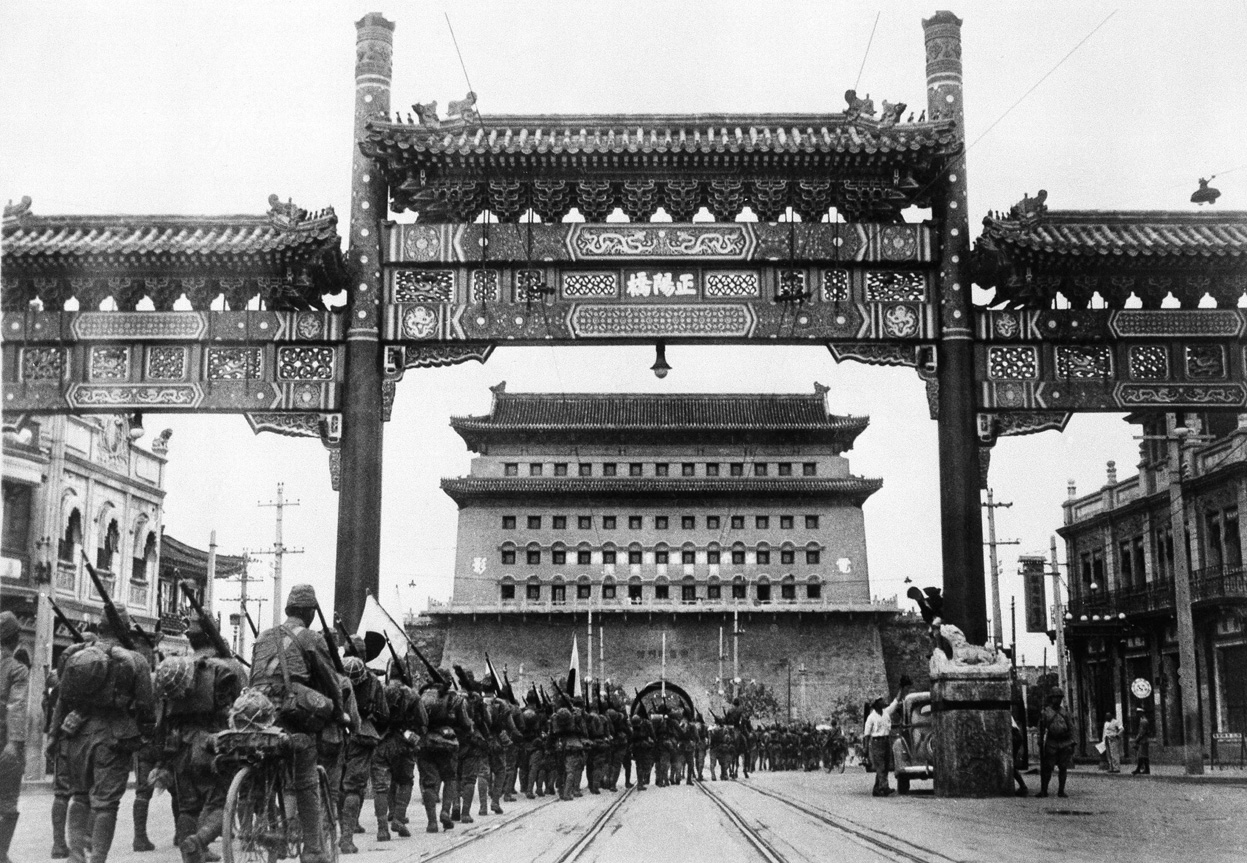
1937년 7월, 북경을 점령한 일본군이 정양문을 향해 진군하고 있다.

도쿄의 민주 정부는 만주에서의 육군 침공에 대한 여파와 사태를 수습하기 위해 노력했고, 곧 만주에서 철수하겠다는 의사를 밝혔다. 그러나 곧 만주 정복이 완료되면서 민주 내각은 사퇴해야했다. 군사력 확장 문제에 대해 각 정당은 의견이 분분했다. 이누카이 쓰요시 총리는 중국과 협상을 시도하려 했으나 1932년 5.15 사건으로 암살당했고, 이를 계기로 일본 제국군이 주도하고 다른 우익 정당들의 지지를 받는 민족주의-군국주의 시대가 열렸다. 일본군의 민족주의는 1945년 이후까지 일본의 민주 정권 집권을 막았다.
당시 일본 육군은 전략적 관점이 다른 두 파벌으로 나뉘어져 있었다. 한 파벌은 소련과 공산주의를 주적으로 여겼던 반면에, 다른 파벌은 만주와 북중국을 기반으로 한 강력한 제국을 건설하려 했다. 한편 해군은 규모가 작고 영향력도 적었으며, 심지어 이들 역시 파벌화되어 있었지만 섬나라라는 일본의 특성상 중요했기 때문에 그 영향력을 무시할 수는 없었다. 1937년 8월, 일본 해군과 육군이 상하이를 집중 공격하면서 중일 전쟁의 서막이 올랐다. 상하이를 점령한 일본군은 재빠르게 다른 도시들로 진군하기 시작했다. 1937년 12월, 난징 대학살과 같이 중국 민간인에 대한 대규모 잔혹 행위ㅡ대량 학살과 강간이 발생했다. 1939년까지, 일본은 중국의 거의 모든 주요 도시와 산업 지역을 장악했으며 이곳에도 꼭두각시 정부(왕징웨이 정권)를 설립했다.:589–613 한편 미국에서는 고립주의를 표방하던 사람들을 포함한 정부와 국민 여론이 일본에 단호하게 반대하고 중국에 강력한 지지를 보냈다. 그 무렵 일본군은 1939년 여름 몽골에서 벌어진 할힌골 전투에서 소련의 붉은 군대에게 사실상 패배했다. 1941년 4월에 일본 군부가 목표를 소련에서 석유와 자원이 풍부한 남방의 유럽 식민지들로 돌리면서, 도쿄와 모스크바는 불가침 조약을 체결했다.

### 스페인

#### 스페인 내전 (1936~1939)

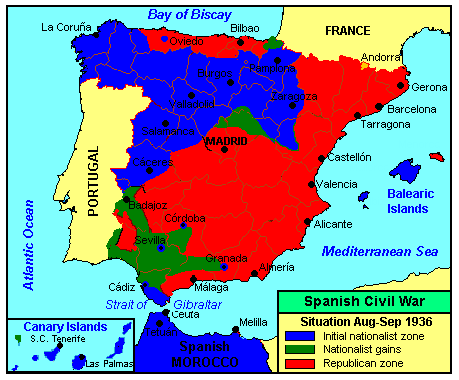
1936년 당시 스페인 내전의 전개도
공화파(마누엘 아사냐 주도)
국민파(프란시스코 프랑코 주도)
국민파(자발적 가담 지역)

스페인은 수세기 동안 정치적으로 불안정했고, 1936~1939년에는 20세기 최악의 내전으로 불리는 스페인 내전이 발발하여 혼란에 빠졌다. 보수적이고 가톨릭주의적인 군부(국민파)가 새로 선출된 스페인 제2공화국 정부(공화파)에 반란을 일으킨 것이었다. 파시스트 이탈리아와 나치 독일은 프란시스코 프랑코가 이끄는 국민파에 군수품 및 강력한 무기와 병력을 파견했다. 공화파는 수세에 몰렸지만 소련과 멕시코로부터 상당한 도움을 받았다. 한편 영국과 프랑스, 그리고 미국을 비롯한 대다수의 국가들은 중립을 지키면서 어느쪽에도 무기를 제공하지 않았다. 이들이 가진 공통적인 생각은, 이러한 국지적인 분쟁이 아무도 원하지 않는 유럽의 대화재로 확대될 것이라는 강력한 두려움이었다.
1939년 국민파가 공화파 세력을 압도하여 최종적으로 승리할 때까지, 스페인 내전 도중에는 수많은 국지전과 포위 공격, 그리고 많은 잔학 행위들이 벌어졌다. 소련은 공화파 정부에게 무기를 제공했으며 급진 좌파 외부 병력들을 파견했다. 한편 국제 사회에서는 국가들의 중립 표방에도 불구하고 자발적으로 스페인 내전에 참전하려는 의용군들이 모여 국제여단을 창설했다. 이리하여 스페인 내전은 더 큰 분쟁으로 번지지는 않았지만, 파시즘, 공산주의, 민주주의, 아나키즘, 반동주의, 군국주의, 반군국주의, 공화주의, 군주주의 등 당대 주류 이데올로기들의 격전지가 되었다. 그 결과 전 세계적으로 평화주의가 쇠퇴하고 또 다른 세계대전이 임박했으며, 전쟁을 치를 가치가 있다는 인식이 커지고 있었다.

### 대영제국

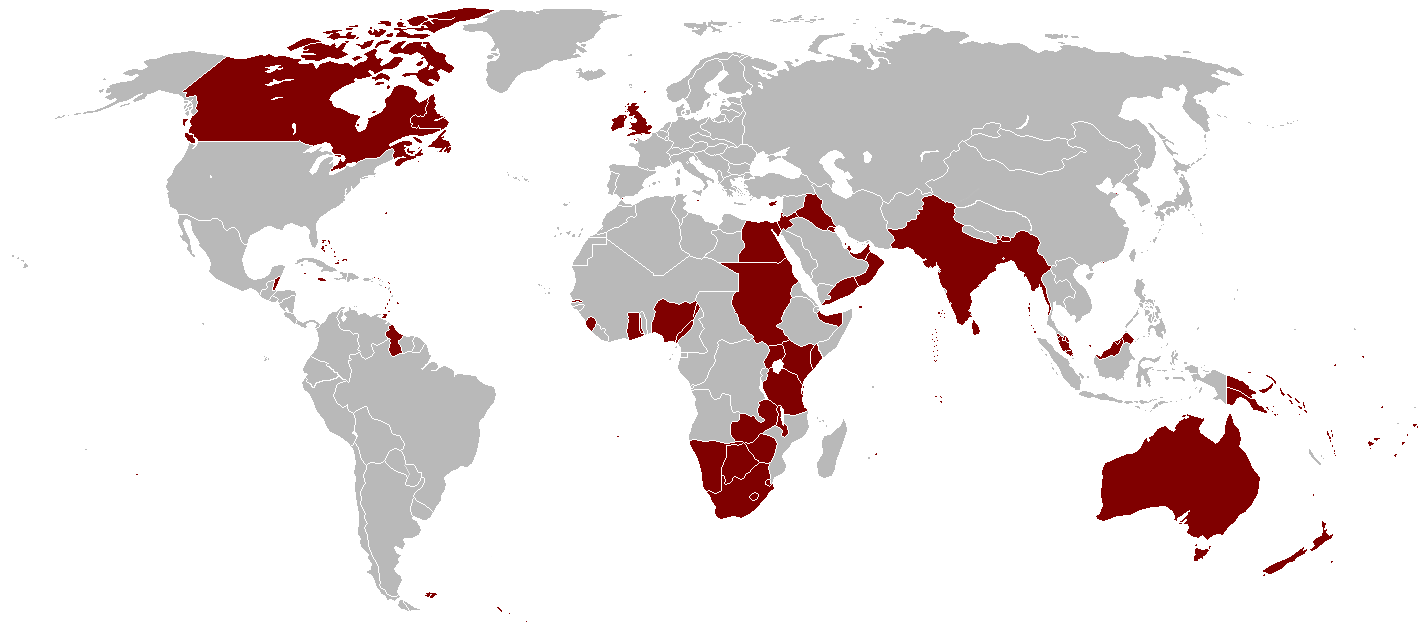
1921년 최대 영토를 달성한 대영제국

전쟁으로 인한 세계 질서의 변화, 특히 미국과 일본이 해군 강국으로 성장하고 인도와 아일랜드에서 독립 운동이 빈번해지면서 영국의 제국주의 정책은 크게 변화하였다. 미국과 일본 중 어느 쪽을 선택해야 했던 영국은 영일 동맹을 갱신하지 않기로 결정하고, 그 대신 1922년 워싱턴 해군 군축 조약에 서명하여 미국이 사실상 자국과 해군력이 동등하다는 것을 인정했다. 제국의 안보 문제는 영국의 자부심, 재정, 무역 중심 경제에 필수적이었기 때문에 그들의 중요한 관심사였다.

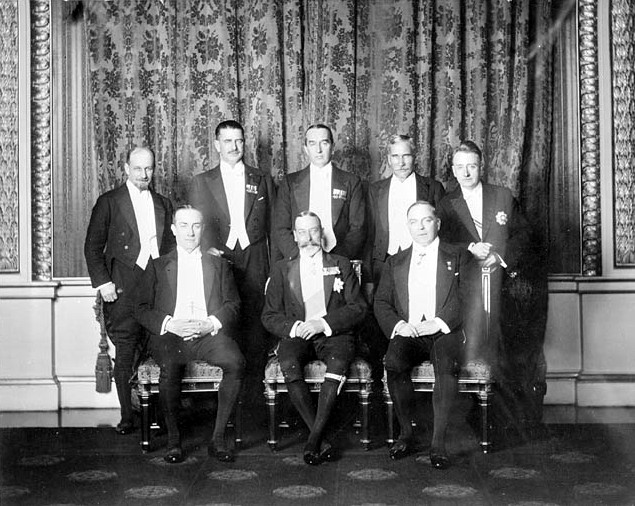
1926년 제국 회의에서 영국 및 자치령 총리들과 함께한 조지 5세

인도는 제1차 세계대전에서 대영제국을 강력하게 지지했다. 인도인들은 이에 대한 보상을 기대했지만, 정부는 여전히 친영국적이었고 결정적으로 영국 정부가 1857년 세포이 항쟁과 같은 또다른 반란을 두려워했기 때문에 자치권을 얻는 데에는 실패했다. 1919년 인도 정부법은 자치를 원하는 인도인들의 기대를 만족하지 못했다. 특히 펀자브에서 고조되던 긴장은 1919년 암리차르 학살로 마침내 폭발해버렸다. 인도 민족주의는 모한다스 카람찬드 간디(마하트마 간디)가 이끄는 인도 국민회의를 중심으로 급증했다. 영국에서는 이 사건을 두고 '인도를 무정부 상태에서 구한 것이다'라고 보는 의견과 '도덕적으로 옳지 못하는 짓이었다'라고 보는 의견 사이에서 여론이 분분했다.
이집트는 명목상으로는 오스만 제국이 소유했음에도 실상은 1880년대부터 영국의 지배를 받고 있는 상태였다. 1922년 이집트 왕국은 공식적인 독립을 승인받았지만, 영국의 지침에 따라 계속해서 종속국으로 남아있었다. 이집트의 푸아드 국왕과 그의 아들 파루크, 그리고 보수적인 이슬람 동맹국들은 세속주의와 이슬람 극단주의로부터 자신들을 보호해줄 영국과의 비공식 동맹 덕분에 호화로운 생활을 즐기고 권력을 유지할 수 있었다. 1920년부터 영국의 위임통치령이었던 이라크는 1932년 파이살 1세가 석유의 확실한 공급 조건을 대가로 영국과 군사 동맹을 맺으면서 이라크 왕국으로 공식 독립했다.
팔레스타인에서, 영국은 팔레스타인 아랍인과 유대인 정착민 사이의 갈등을 중재해야 한다는 문제로 골칫거리를 앓았다. 위임장 조건에 포함된 밸푸어 선언은 팔레스타인에 유대인들을 위한 국가를 건설하고, 이곳으로의 유대인 이민은 의무적인 권한에 따라 결정되는 한도 내에서는 허용될 것이라고 명시했다. 이로 인해 1936년 팔레스타인에서 아랍인들의 봉기가 일어났다. 1930년대 후반 독일과의 전쟁 위협이 커지자, 영국은 유대인들의 고국 설립보다는 아랍인들의 지원을 더 중요하게 생각하여 친아랍적 인장으로 전환하였고 유대인 이민을 제한했다. 결국 유대인들 역시 봉기를 일으켰다..:269–96
자치령들(캐나다, 뉴펀들랜드, 호주, 뉴질랜드, 남아공, 아일랜드 자유국)은 세계대전에서 자치권을 획득하고 반독립을 이루어냈지만, 영국은 아일랜드를 제외한 나머지 국가들의 외교 정책과 국방을 여전히 통제하고 있었다. 자치령이 독자적인 외교 정책을 수립할 권리는 1923년에 인정되었고 1931년 웨스트민스터 헌장에 의해 공식화되었다. 아일랜드 자유국은 1937년 영국과의 모든 관계를 끊고 영연방을 탈퇴한 뒤 독립 공화국이 되었다.:373–402

### 프랑스 식민제국

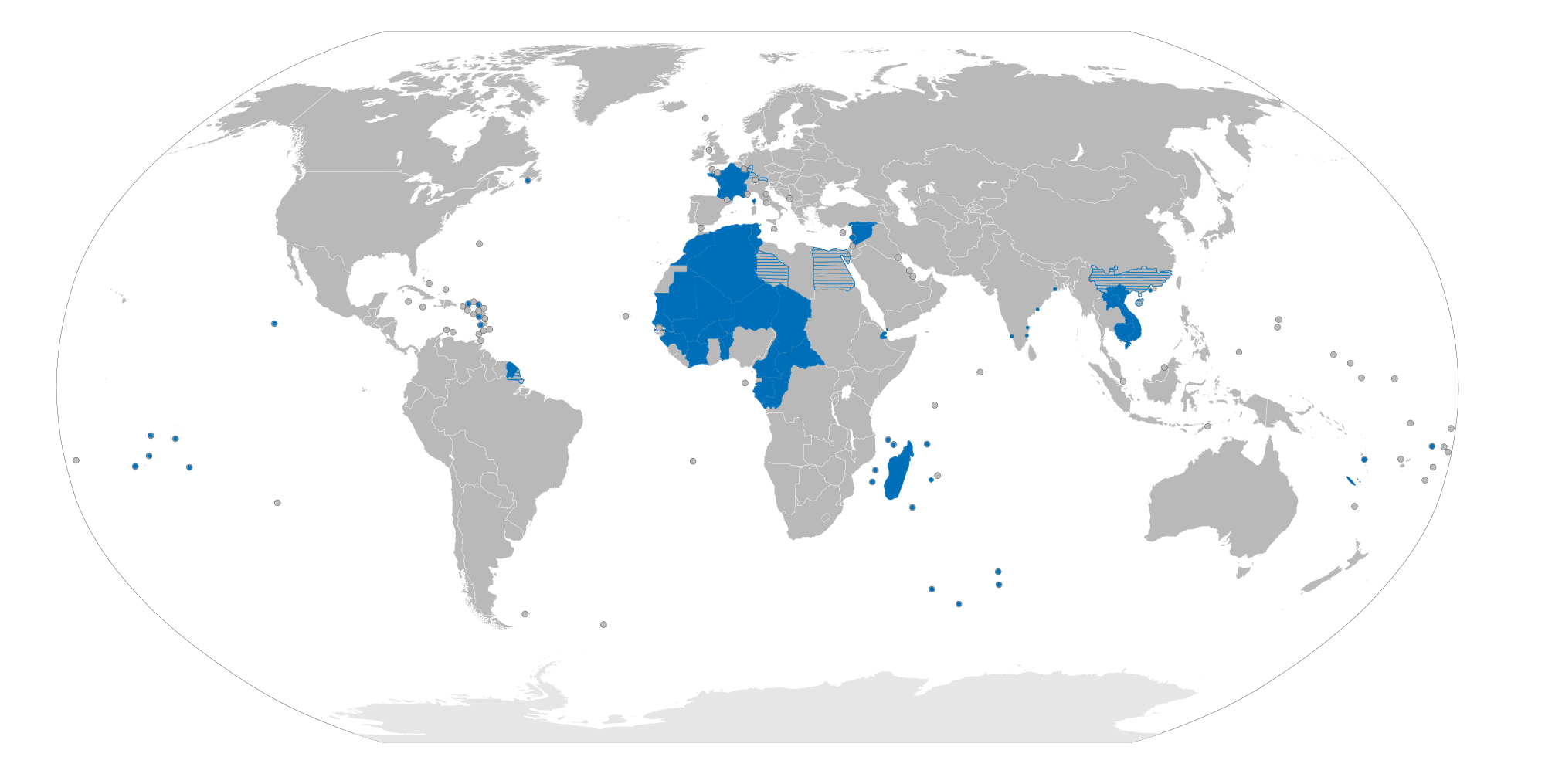
1919~1949년까지 최대 영토를 달성한 프랑스 식민제국

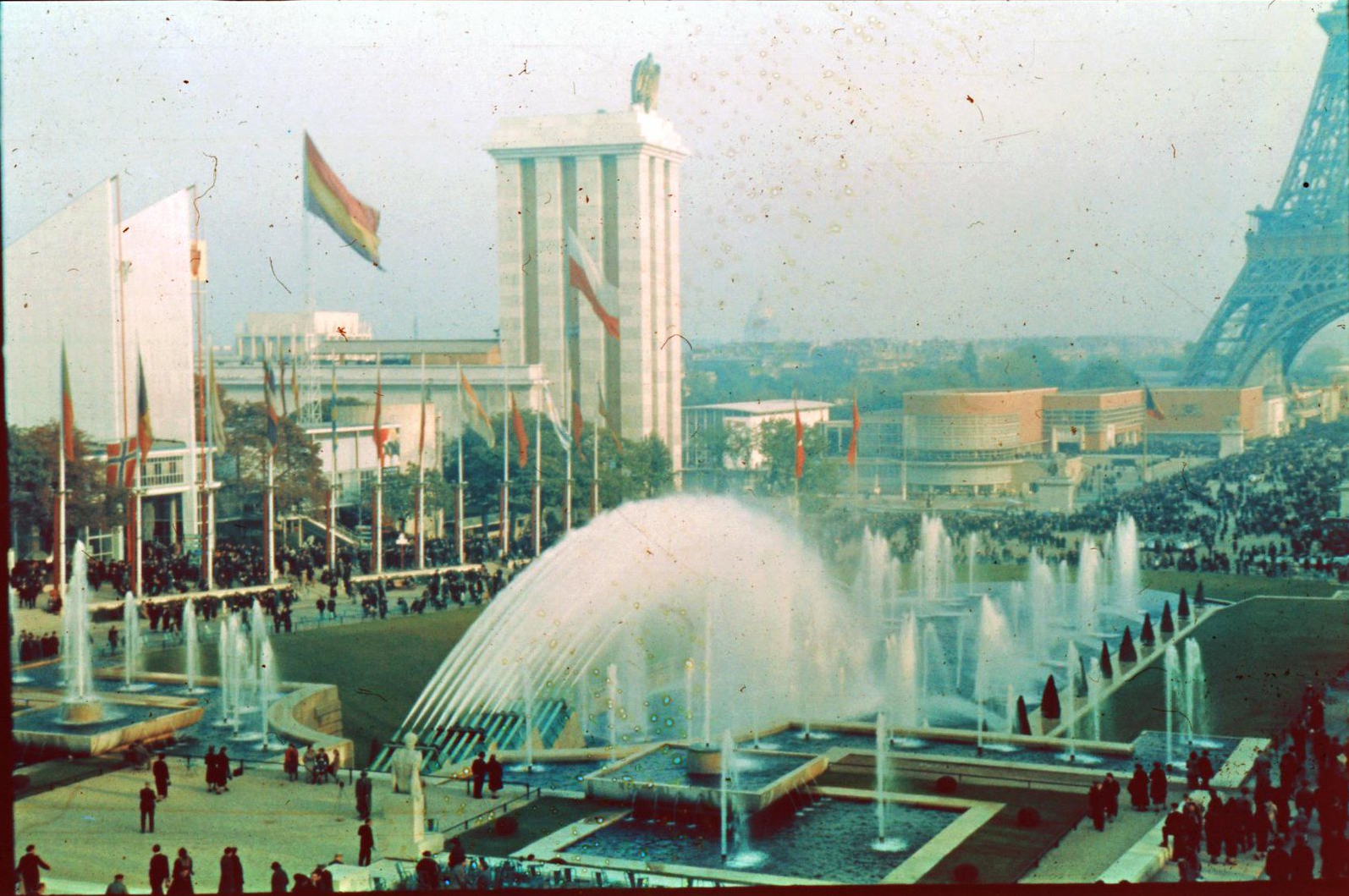
1937년 만국 박람회 기간 동안 촬영된 파리의 바르소비 광장. 독일제 Agfacolor 컬러 필름을 사용한 사진이다.

1938년 프랑스 인구조사 통계에 의하면 1,350만 평방킬로미터에 거주하는 10억 280만 명 중 대략 1억 5천만 명이 프랑스에 거주하고 있었다. 전체 인구 중 아프리카에는 6,470만 명, 아시아에는 3,120만 명이 거주했으며 프랑스령 서인도 제도나 남태평양의 섬들에는 90만 명이 거주했다. 가장 큰 식민지는 프랑스령 인도차이나(2,680만 명/별도의 5개 식민지)였고, 그 다음으로는 프랑스령 알제리(660만 명), 프랑스령 모로코(540만 명), 프랑스령 서아프리카(3,520만 명/9개 식민지) 순이었다. 여기에는 총 190만 명의 유럽인과 35만 명의 '동화된' 원주민들이 포함되어 있었다.

#### 스페인과 프랑스에 대한 북아프리카 반란
베르베르인 독립 운동가 아브드 엘 크림(1882~1963)은 모로코를 식민통치하던 스페인과 프랑스에 대한 무장 투쟁 운동을 조직했다. 1890년대부터 약체화되었던 스페인군은 이에 제대로 대응하지 못했고 심지어 1921년 아누알 전투에서는 모로코 군대에게 대패해버렸다. 이 전투 이후 엘 크림은 리프 공화국을 설립하고 1926년까지 저항을 이어나갔다. 결국 스페인은 프랑스와 합의하여 반란을 종식시키기로 결정했다. 20만 명의 대군이 파견되어 1926년 엘 크림을 항복시켰고, 저 멀리 태평양으로 유배를 보냈다. 모로코는 1936년 국민파가 스페인 내전을 촉발시키기 전까지 평화를 유지할 수 있었다.

### 독일

#### 바이마르 공화국 (1918~1933)

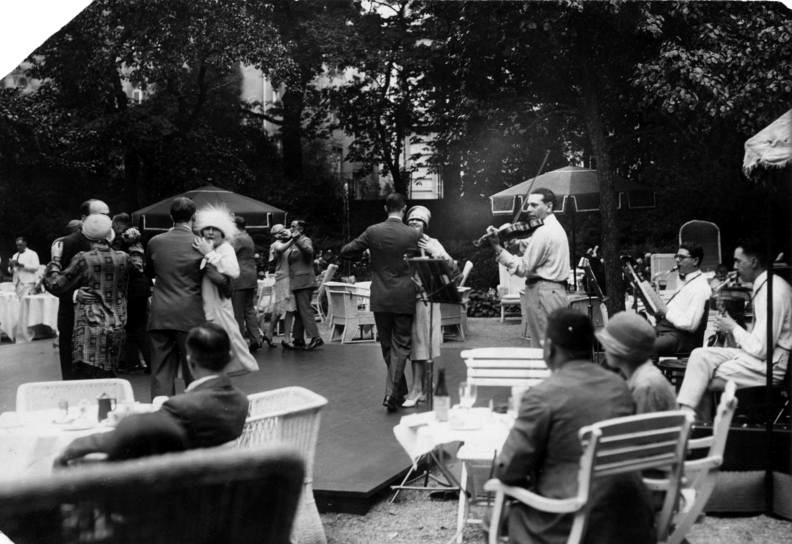
베를린의 황금의 20년대(1926)에 촬영된 사진. 에스플러네이드 호텔에서 재즈 밴드가 티 댄스를 연주하고 있는 장면이다.

베르사유 조약의 굴욕적인 평화 조건은 독일인들에게 격렬한 분노를 불러 일으켰고 새롭게 설립된 민주주의 체제를 심각하게 약화시켰다. 이 조약으로 독일은 모든 해외 식민지, 알자스-로렌을 상실하였을 뿐만 아니라 포젠과 서프로이센, 카토비체를 신생국가인 폴란드 제2공화국에게 할양하고 (독일계 인구가 많은) 단치히는 중립지대로 분리되었다. 심지어 명백한 독일 본토였던 라인란트는 프랑스에 위협이 된다는 이유로 강제로 비무장화 되었고, 독일의 군대는 공군의 보유가 일체 금지되며, 10만 명이라는 극도로 제한된 규모만이 허용되었다. 또한 베르사유 조약은 바이마르 공화국에게 금을 기준으로 1,320억 마르크를 20년 안에 전쟁 배상금으로 지불하라는 무리한 요구까지 포함하고 있었는데, 이는 전쟁으로 경제가 피폐해진 바이마르 공화국으로써는 도저히 갚을 수 없는 금액이었다. 영국 재무성을 대표하여 참가한 존 메이너드 케인스를 비롯해 협상에 참여했던 경제학자들이 산출한 바이마르 공화국의 지불 가능액은 약 20억 달러(약 100억 마르크) 정도였는데, 실제 배상금은 이에 13배에 달하는 금액이었다. 특히 프랑스는 석탄과 목재를 비롯한 원자재(현물) 배상의 연간 지불을 계속 요구했다.

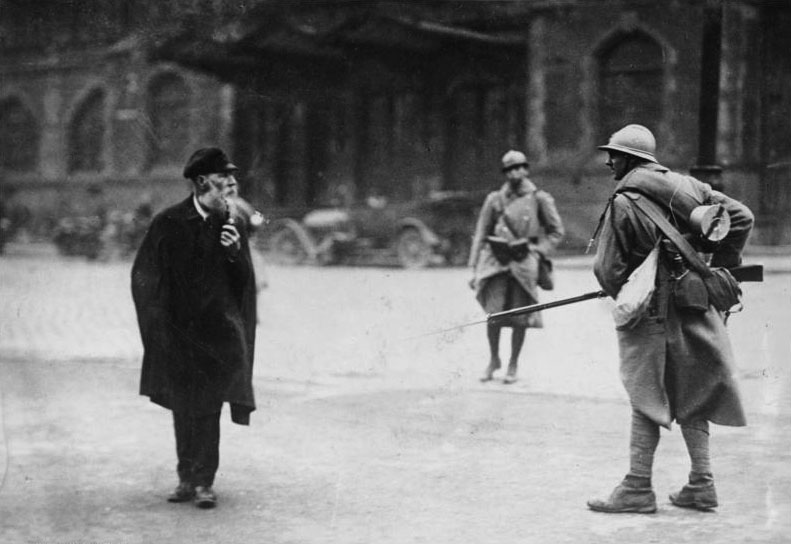
독일 시민과 총칼을 들고 있는 프랑스군

독일이 배상금을 불이행하자, 프랑스와 벨기에 군대는 1923년 1월 독일의 산업 핵심지였던 루르 지역을 강제로 점령했다. 이에 독일 정부는 루르 주민들에게 타국의 군인에게 물건을 팔지 않고, 탄광에서 타국을 위해 광물을 캐지 않으며, 타국 군인들이 앉았던 좌석에 같이 앉지 말자고 하면서 소극적인 저항을 장려했다. 한편으로 독일 정부는 화폐를 계속 무리하게 발행하여 배상금을 하루빨리 갚으려고 했는데, 이는 전례 없는 수준의 초인플레이션을 일으켰다. 초인플레이션으로 국가 경제가 마비되고, 내부에서는 배후중상설이 만연하여 시민들 간에 불신을 만들고, 타국의 군대가 전쟁 배상금 지불을 위해 쳐들어와 자국 영토를 무단 점령하는 동안 아무것도 하지 못하던 바이마르 공화국 정부에 많은 독일 국민들은 큰 실망과 분노를 느꼈다. 이 사건은 독일 정치에서 기존 중도 좌파 성향의 독일 사회민주당과 중도 우파 성향의 독일 중앙당 양쪽에게 불신을 안겨주었으며, 우익~극우 정당의 형성을 가속화했다.
한편 독일은 소련과 외교 관계를 수립한 최초의 국가였다. 1922년 4월 16일 체결된 라팔로 조약에 따라 독일은 이전 브레스트-리토프스크 조약에 따른 배상권을 완전히 포기하며, 대신 러시아는 해당 조약으로 상실한 영토에 대한 영유권을 주장하지 않는다고 상호 합의했다. 1925년 10월 독일, 프랑스, 벨기에, 영국, 이탈리아 및 기타 국가들이 로카르노 조약을 체결하고 독일과 프랑스-벨기에의 새로운 국경을 인정하는 사안에 동의했다. 또한 영국, 이탈리아, 벨기에는 독일 군대가 비무장지대인 라인란트로 진격할 경우 프랑스를 지원하기로 약속했다. 이 조약이 체결된 이후인 1926년에 독일은 국제연맹에 가입할 수 있게 되었다. 잠시동안이지만 독일은 황금의 20년대라는 짧은 평화기를 누렸다.

#### 나치 독일 (1933~1939)

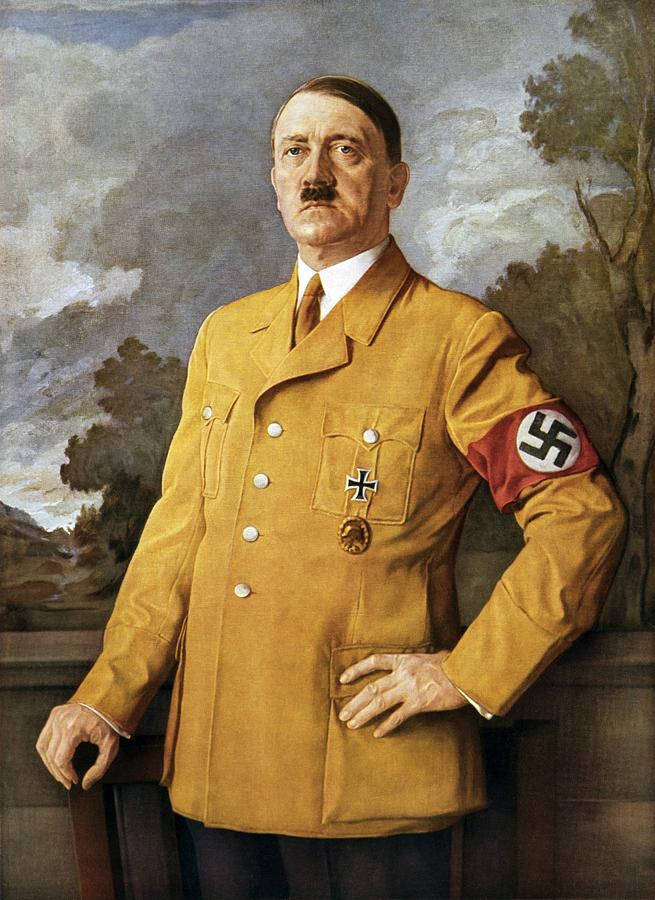
아돌프 히틀러의 초상화

1929년, 대공황이라는 거대한 경제 위기가 터지면서 독일의 경제도 무너져 내리기 시작했다. 일자리를 잃은 이들이 넘쳐나면서 실업률이 급격하게 치솟았으며, 사회~정치 전반에 극단주의가 팽배해지며 다시금 바이마르 공화국 체제에 대한 의심과 분노가 쌓이기 시작했다. 이때 아돌프 히틀러가 이끄는 나치당은 혜성처럼 등장하여 정국을 집어삼키기 시작했으며, 1928년 총선의 고작 2.6%에 그치던 득표율이 대공황 시기이던 1930년 총선에서는 18.3%로 수직 상승하며 독일 사회민주당에 이어 원내 제2당으로 도약하기에 이르렀다. 이어진 1932년 독일 대통령 선거에서 히틀러는 당시 전쟁 영웅 출신의 거물 정치인이던 파울 폰 힌덴부르크를 상대로 36.7%의 득표율을 얻으며, 튼튼한 정치적 입지를 다지게 되었다. 뒤 이은 1932년 7월 총선에서 나치당은 37.4%로 230석으로 마침내 원내 1당으로 등극했으며, 의회 해산으로 치러진 1933년 1월 총선에서 44%라는 득표율을 얻은 뒤 의회 내 비나치 우파와 협력해 아돌프 히틀러에게 전권을 부여하는 수권법을 통과시키며 바이마르 공화국의 민주주의에 죽음을 알렸다.
1930년대 중반이 되자, 어느정도 내부를 장악했다고 여긴 아돌프 히틀러는 외부로 눈을 돌렸다. 나치 독일 초기에 그의 외교 전략은 합리적으로 보이는 요구를 하면서도 만약 이것이 거부된다면 전쟁을 일으키겠다고 상대국을 위협하는 것이었다. 협상 당사국들이 그를 달래려고 이 요구를 수락한다면, 그는 그저 이것을 받아먹고 다음 목표물로 향하면 되는 일이었다. 이러한 공격적이고 팽창주의적인 전략은 독일이 국제연맹에서 탈퇴하고 베르사유 조약을 거부한 뒤 재무장을 진행하기 시작하면서 효과가 있었다. 국민투표로 하여금 자르 분지를 다시 되찾은 독일은 라인란트를 재무장하고 무솔리니의 이탈리아와 철강 동맹을 맺었으며 스페인 내전에서 국민파에게 막대한 군사적 지원을 보냄과 동시에 그들의 신무기를 그곳에서 시험했다. 1939년 8월, 소련과 불가침 조약을 체결한 독일은 1939년 9월 폴란드의 단치히 자유시 할양 거부 이후 대대적으로 폴란드를 침공했다. 이에 영국과 프랑스가 각각 독일에게 선전포고함으로써 제2차 세계대전이 시작되었다.
베니토 무솔리니와 함께 로마-베를린 추축국을 수립한 지 1년 뒤인 1937년, 이탈리아 및 일본과 반코민테른 협정(방공 협정)을 체결한 히틀러는 이제 외교 정책에서 더욱 공격적으로 나설 수 있다고 느꼈다. 1938년 3월 12일, 독일군은 4년 전에 나치 쿠데타 시도가 실패했던 곳이자 같은 게르만어권 국가였던 오스트리아로 진격했다. 그곳은 히틀러의 고향인 브라우나우암인이 있던 곳이기도 했다. 오스트리아 출신의 히틀러가 빈에 도착하자 주민들은 열렬히 환호했다. 4주 후, 오스트리아 국민의 99%가 조국을 독일과 합병하는 데에 찬성표를 던졌고 이에 따라 오스트리아는 공식적으로 나치 독일과 합병되었다. 오스트리아 문제가 끝난 이후, 히틀러가 다음으로 눈을 돌린 곳은 350만 명에 달하는 소수민족 독일인들이 평등권과 자치권을 요구하던 체코슬로바키아의 주데텐란트였다.
1938년 9월 뮌헨 협정에서 독일 지도자 아돌프 히틀러, 이탈리아 지도자 베니토 무솔리니, 영국 총리 네빌 체임벌린, 프랑스 총리 에두아르 달라디에는 체코슬로바키아의 주데텐란트를 독일에 양도하는 것에 모두 동의했다. 히틀러는 독일 제국의 영토 주장이 모두 실현되었다고 선언했고, 체임벌린은 '이것이 우리 세대의 평화'라며 자신의 업적을 평가했다. 그러나 뮌헨 협정이 체결된지 6개월도 채 지나지 않은 1939년 3월, 히틀러는 슬로바크인과 체코인 간의 갈등을 구실로 삼아 체코슬로바키아의 나머지 지역을 '보헤미아-모라비아 보호령'이라는 이름으로 점령했다. 같은 해에 그는 리투아니아의 메멜 지역을 추가로 합병했다. 이에 체임벌린은 히틀러에 대한 유화 정책이 실패했다는 사실을 인정할 수밖에 없었다.

### 이탈리아

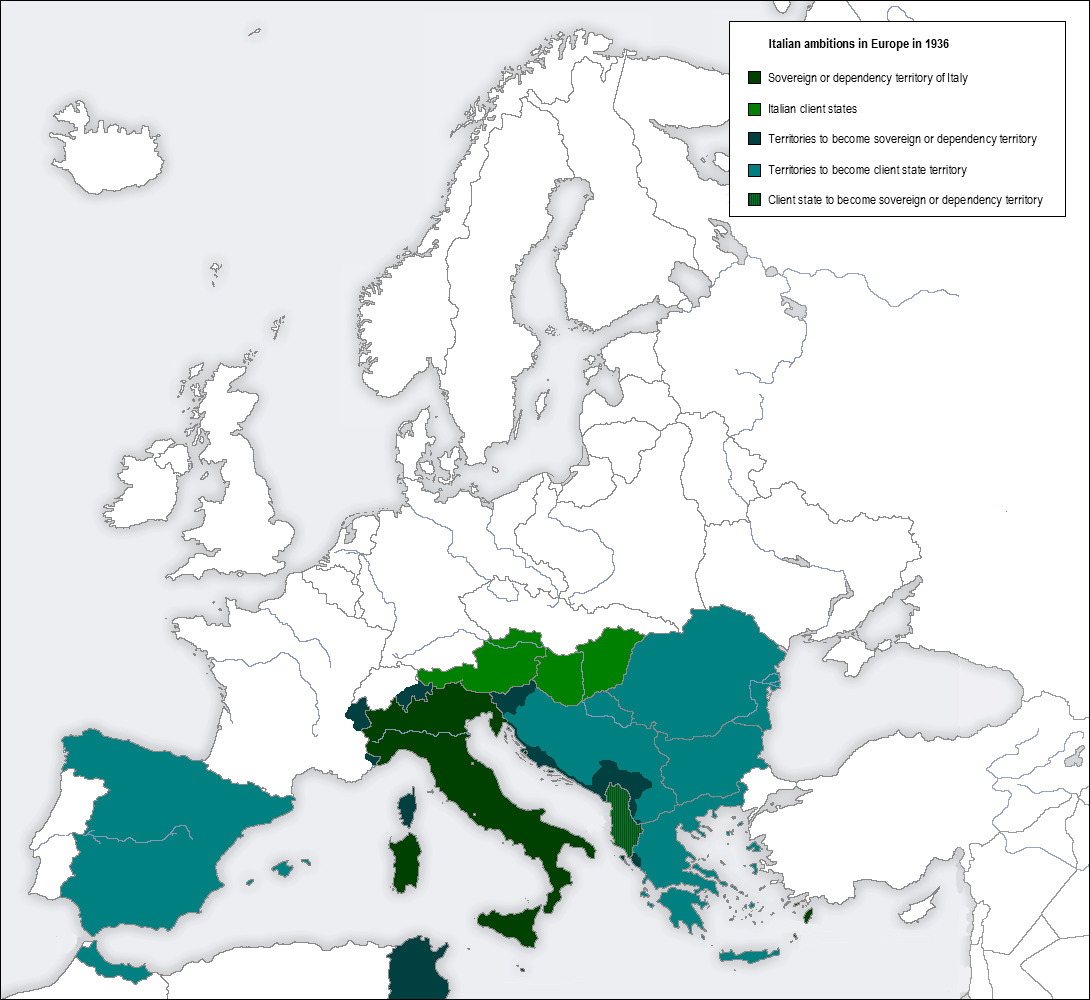
1936년 당시 파시스트 이탈리아의 계획
이탈리아 본국 영토 및 주요 대도시
종속국
합병되거나 영유권을 주장할 나라
종속국으로 만들 국가

이탈리아 제국의 최대 영토
2차 세계대전 이전
제2차 세계대전 도중 점령지

1922년, 이탈리아 파시스트당의 지도자 베니토 무솔리니는 로마 진군 이후 이탈리아 총리로 임명되었다. 무솔리니는 1923년 로잔 조약에서 리비아와 도데카니사 제도에 대한 영유권 문제를 공식화하면서 후자에 대한 주권 문제를 해결했지만, 오스만 제국의 후계국인 튀르키예를 인정하는 댓가로 영국으로부터 이라크 영토 일부를 할양받으려는 시도는 실패로 돌아갔다.
로잔 조약이 비준된 바로 그 다음달에, 무솔리니는 코르푸섬 사건을 빌미로 코르푸섬 침공을 명령했다. 이탈리아의 언론들은 코르푸가 400년 동안 베네치아의 소유였다는 점을 들먹이면서 이러한 무솔리니의 행보를 지지했다. 이 문제는 그리스에 의해 국제 연맹의 의제로 떠올랐는데, 무솔리니는 그리스로부터 배상금을 받는 대가로 이탈리아 왕립 육군을 철수시키겠다고 설득했다. 이리하여 영국과 이탈리아는 1924년 이탈리아령 소말리아에 합병된 주바랜드 문제를 해결했다.
1920년대 후반부터 무솔리니의 연설에서 제국주의를 기반으로 한 팽창적이고 정복적인 내용은 점점 더 선호되는 주제가 되었다. 무솔리니의 목표 중 하나는 이탈리아가 기존의 강대국인 프랑스나 영국에 도전하고, 지중해를 '우리의 바다(라틴어: Mare Nostrum 마레 노스트룸[*])'로 만들어 대서양과 인도양에 접근할 수 있는 강대국이 되는 것이었다. 또한 그는 이탈리아가 국가의 주권을 보장하기 위해서는 전 세계의 바다와 해운 항로에 대한 지배권을 유지해야 한다고 주장했다. 이것은 1939년 파시즘 대평의회 회의 공식 기록 가운데 무솔리니가 직접 작성한 '바다로 가는 행진'이라는 문서에서 자세하게 설명되어 있다. 이 문서는 해양에서의 지위가 곧 국가의 지위를 결정하며, 공해에 자유롭게 접근할 수 있는 국가는 독립 국가이지만 그렇지 못한 국가는 독립적이지 않다고 설명한다. 이에 따르면 프랑스와 영국의 묵인 없이는 내륙 바다만 이용이 가능했던 이탈리아는 '반독립적인 국가'였을 뿐이며 '지중해의 포로'였다.
이 감옥의 철창은 코르시카, 튀니지, 몰타, 키프로스이며, 경비원은 지브롤터와 수에즈이다. 코르시카는 이탈리아의 심장부를 겨누고 있는 권총이고, 튀니지는 시칠리아를 겨누고 있는 권총이다. 또한 몰타와 키프로스는 지중해 동부 및 서부의 모든 지역에 위협이 되고 있다. 그리스, 튀르키예, 이집트는 영국과 동맹을 맺고 이탈리아에 대한 정치-군사적 포위망을 완성할 준비가 되어 있다. 따라서 그리스, 튀르키예, 이집트는 이탈리아의 팽창에 있어 필수적인 적으로 간주되어야 한다...(중략) 알바니아를 제외한 유럽 대륙 영토를 차지하려는 목적은 가질 수도 없고 가지고 있지도 않은 이탈리아 정책의 목표는 무엇보다도 이 감옥의 철창을 부수는 것 뿐이다...(중략) 철창이 깨진다면, 이탈리아 정책의 모토는 단 하나뿐—'바다로 행진하라'가 남을 것이다.— 베니토 무솔리니, 바다로의 행진 중

발칸 반도에서 파시스트 이탈리아는 달마티아를 점령하고 알바니아, 슬로베니아, 크로아티아, 보스니아 헤르체고비나, 마케도니아, 그리스를 정복함으로써 먼 옛날 그들의 선조였던 로마인들이 차지한 영토를 다시 한번 복원하려 했다. 계획에 따르면 달마티아와 슬로베니아는 이탈리아에 직접 합병되고 발칸 반도의 나머지 지역은 종속국으로 두며, 또한 오스트리아, 헝가리, 루마니아, 불가리아와는 보호령이나 속국 관계를 맺을 예정이었다.
1932년과 1935년, 이탈리아는 독일에 대항하는 스트레사 전선에 참여하는 대가로 프랑스에 구 독일령 카메룬에 대한 국제연맹의 위임장과 에티오피아 제국에 대한 간섭 차단을 요구했다. 하지만 당시 프랑스 총리였던 에두아르 에리오는 독일의 군사력 부활 가능성에 대해 아직 여유가 있다고 판단하여 이 요구를 거부했다. 아비시니아 위기의 실패로, 이탈리아는 제2차 이탈리아-에티오피아 전쟁을 일으켜 에티오피아 제국을 합병하였다.
1920년대와 1930년대 사이를 거치면서 스페인에 대한 이탈리아의 입장은 크게 변화하였다. 1920년대에 파시스트 이탈리아는 친프랑스 외교 정책을 펼치던 미구엘 프리모 데 리베라로 인해 스페인에 대한 적대감이 컸다. 1926년, 무솔리니는 프란체스코 마키아가 이끄는 카탈루냐 독립운동을 지원하여 스페인에 은밀하게 대항했다. 이후 스페인 군주제가 폐지되고 좌파 공화정부가 설립되자 스페인 군부와 파시스트들은 이탈리아에 공화정부 전복을 위한 지원을 요청했고, 이탈리아는 스페인에 친이탈리아 정부를 수립한다는 조건으로 이 제안을 수락했다. 1936년 7월, 스페인 내전에서 국민파의 프란시스코 프랑코는 공화파에 대한 이탈리아의 지원을 다시금 요청하면서, 만약 이탈리아가 자신들을 지원한다면 '미래의 관계가 더욱 우호적'이게 될 뿐만 아니라 '스페인의 미래 정치에서 로마의 영향력이 베를린의 영향력보다 우위를 차지하도록 만들 것'이라고 말했다. 이에 이탈리아는 발레아레스 제도를 점령하고 스페인을 종속국으로 만들려는 의도를 가지고 내전에 개입했다. 발레아레스 제도는 전략적인 위치 상으로 이탈리아에게 매우 중요했는데, 만약 이탈리아가 이 섬을 차지한다면 프랑스와 북아프리카 식민지, 영국령 지브롤터 간의 연결을 차단할 수 있었기 때문이었다. 내전에서 프랑코와 국민파가 승리한 이후, 연합군 정보국은 이탈리아가 스페인에게 발레아레스 제도를 자국이 점령할 수 있도록 압력을 가하고 있다는 사실을 알아냈다.

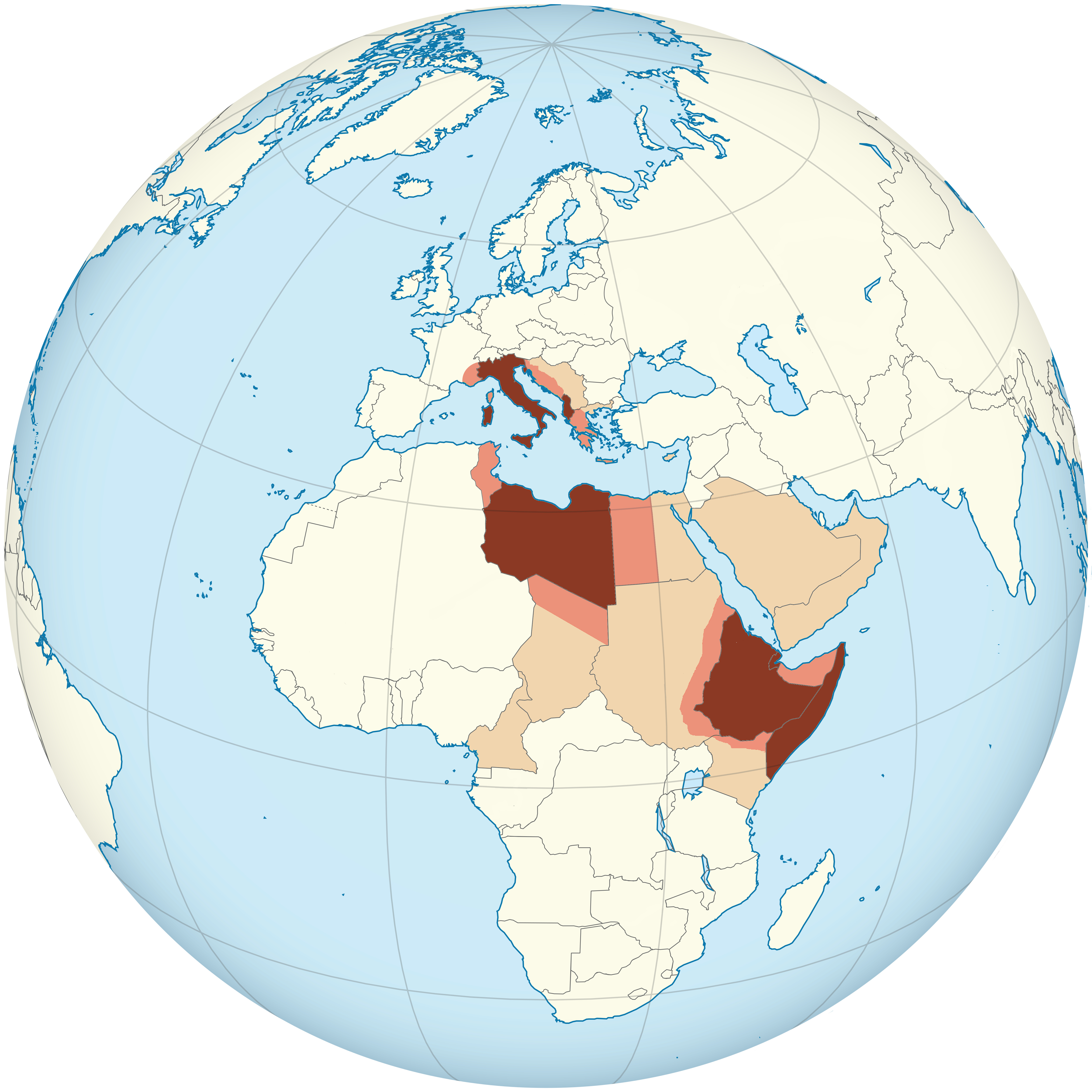
파시스트 이탈리아가 주장한 '생존권(Spazio Vitale)'. 나치 독일의 레벤스라움과 개념이 유사하다.

1938년 영국이 부활절 협정에 서명한 이후, 무솔리니와 갈레아초 치아노 외무장관은 프랑스에게 소말리아, 튀니지, 그리고 수에즈 운하에 대한 권리를 자국에게 양보할 것을 요구했다. 3주 뒤, 무솔리니는 치아노에게 이탈리아가 알바니아를 합병할 계획이라고 말했다. 무솔리니는 이탈리아가 대서양에서 인도양에 이르는 아프리카의 인접한 식민지 영토를 확보하고, 천만 명의 이탈리아인들이 아프리카에 정착해야만 "쉽게 숨을 쉴 수 있을 것"이라 공언했다. 1938년 이탈리아는 이집트의 수에즈 운하를 자국의 영향권에 넣을 것임을 발표하면서, 특히 프랑스령 수에즈 운하 회사에 이사회 임원들 가운데 이탈리아 대표를 끼워넣을 것을 요구했다. 
1928년 알바니아 국왕을 자처한 아흐메트 조구는 안정된 국가를 만드는 데 실패했다. 당시 알바니아의 사회는 크게 보면 종교와 언어적으로 분열되어 있었으며, 그리스와의 국경 분쟁과 더불어 미개발된 빈곤한 농촌 경제가 지배적이었다. 1939년 이탈리아는 알바니아를 침공하여 이탈리아 왕실이 알바니아 국왕도 겸한다고 선언한 뒤 별도의 왕국으로서 합병했다. 이미 알바니아 지도층은 이탈리아와 오랫동안 강력한 친밀 관계를 구축해 왔던 상태였다. 이탈리아 국왕 비토리오 에마누엘레 3세가 알바니아 왕위를 겸한 뒤에는 셰프케트 베를라치 치하의 파시스트 정부가 수립되었다.

### 기타

#### 발칸반도

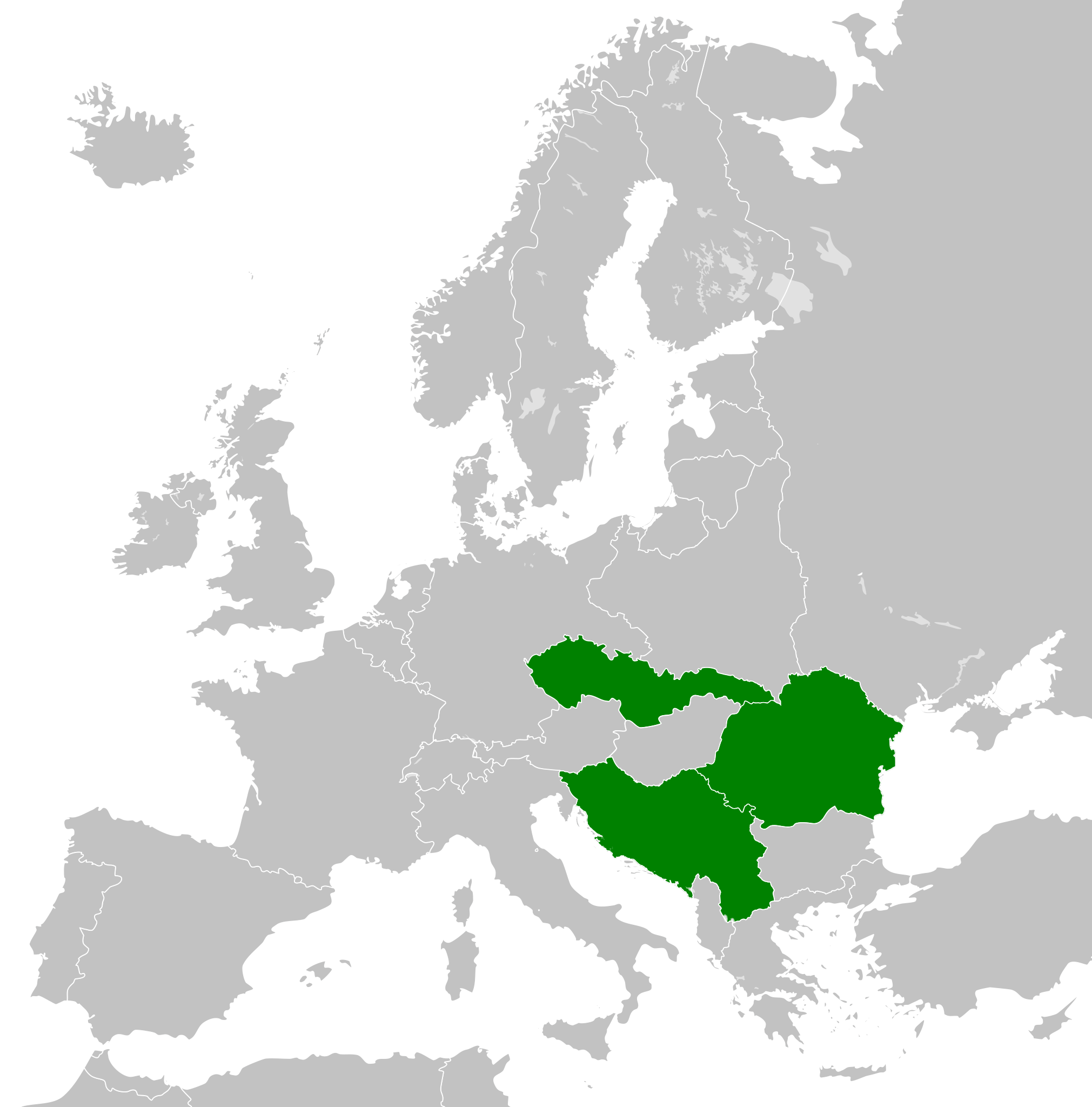
소협상국 체제

전 세계에 영향을 미친 대공황은 루마니아 왕국 역시 피해가지 못했다. 1930년대 초의 루마니아는 사회 불안, 높은 실업률, 그리고 파업이 만연해있던 상태였다. 루마니아 정부는 1929년 발레아 줄루이에서 발생한 광부들의 파업과 그리비타 철도 작업장 파업 등을 이미 폭력적으로 진압한 사례가 있었다. 1930년대 중반, 루마니아의 경제가 어느정도 회복되고 산업이 크게 성장했지만 루마니아인의 약 80%는 여전히 농업에 종사하고 있었다. 1920년대 초에는 프랑스의 경제적~정치적 영향력이 컸지만 1930년대가 되자 독일의 영향력이 더 커졌다.
알바니아 왕국의 조구 1세는 새로운 시민법, 헌법 개정, 토지 개혁을 시도했지만 대부분은 실패로 돌아갔다. 이후 이탈리아인들이 자금과 막대한 후원을 통해 알바니아의 거의 모든 정부 시스템을 장악하면서 알바니아의 이탈리아에 대한 의존도도 커졌다. 이 즈음이면 알바니아는 사실상 이탈리아의 식민지나 다름없어진 상태였다.
민족의 통합과 동화는 제1차 세계대전 이후 새롭게 형성된 발칸 국가들이 직면한 주요 문제였으며, 이는 역사적인 차이로 인해 더욱 복잡해졌다. 일례로 다민족국가였던 유고슬라비아 왕국에서 가장 영향력이 강했던 요소는 세르비아 왕국과 오스트리아-헝가리의 일부였던 슬로베니아 및 크로아티아 등이었다. 새로운 영토에는 다양한 법적 제도, 사회 구조, 정치 체제가 도입되었다. 슬로베니아와 크로아티아는 박해받는 알바니아 인구가 많았던 코소보나 마케도니아 지역보다 경제적으로 훨씬 사정이 나았기 때문에 사회상이나 발전률도 높았다. 토지 재분배 정책은 사회적 불안정을 야기했고, 부동산의 압류는 일반적으로 슬라브계 기독교도들에게만 도움이 되었기 때문에 다른 이들의 분노를 불러일으켰다.

#### 라틴 아메리카
이 시기에 미국은 라틴 아메리카에 대한 사소한 개입을 시작했는데, 특히 쿠바(1902~1959), 파나마 운하가 있는 파나마, 도미니카 공화국(1916~1924), 니카라과(1912~1933)를 점령하고 군대를 주둔시키기도 했다. 미 해병대는 이들 국가에 대한 장기적인 군사 점령을 목표로 하기 시작했다.
라틴 아메리카 또한 대공황의 여파에 휩쓸리지 않을 수 없었다. 세계 경제가 붕괴되면서 원자재 수요가 급격히 감소했고, 이에 원자재를 주요 수출품으로 삼던 많은 라틴 아메리카 국가들의 경제가 크게 약화되었다. 라틴 아메리카의 지식인들과 정부 지도자들은 옛 경제 정책을 버리고 점차 수입 대체 산업화로 선회하기 시작했다. 이들의 목표는 자체적인 산업 분야와 대규모의 중산층을 양성하고, 세계 경제의 변동에서 비교적 자유로울 수 있는 자급자족형 경제를 구축하는 것이었다. 이것이 미국의 상업적 이익에 대한 잠재적인 위협임에도 불구하고, 루스벨트 행정부(1933~1945)는 미국이 라틴 아메리카의 수입 대체 산업화에 반대할 수 없다는 것을 곧 이해했다. 이에 루스벨트는 '좋은 이웃 정책'을 펼치는 한편으로 라틴 아메리카에 있던 일부 미국 기업들의 국유화를 허용했다. 멕시코의 라자로 카르데나스 대통령은 미국 석유 회사를 국유화하여 페멕스를 설립했으며, 또한 멕시코 혁명이 시작된 이래로 많은 사람들의 기대를 충족시키기 위해 토지 재분배 정책을 실시했다. 쿠바에서는 의회 수정안이 폐기됨으로써 그들의 정치에 대한 미국의 법적, 공식적인 간섭으로부터 자유롭게 되었다. 이후 발발한 제2차 세계대전은 미국과 대부분의 라틴 아메리카권 국가들이 하나로 묶이게 되는 계기를 마련하였다.
전간기 동안 미국의 관료들은 라틴 아메리카에서의 독일의 영향력에 대해 계속 우려했다. 일부 분석가들은 독일의 영향력이 제1차 세계대전 이후에도 남미에서 계속 남아있다고 보면서 상황을 심각하게 과장했다. 아메리카 대륙 전역에서 미국의 영향력이 커짐에 따라, 독일은 미국의 영향력이 비교적 약하고 대규모 독일인 공동체가 있는 코노 수르 지역의 국가들에게 외교적인 노력을 집중했다.
전간기, 스페인어권 아메리카 국가의 지식인들 사이에서는 원주민과 히스패닉의 상반된 이상이 널리 퍼져있었다. 한편 아르헨티나에서는 가우초 스타일이 인기를 끌었다. 동시기 라틴 아메리카 전역에서 '서구 보편주의'의 영향력에 대한 반대가 만연했다. 이러한 경향은 부분적으로는 1923년 『서양의 몰락』이 스페인어로 번역된 것에서 유래되었다.

### 스포츠
스포츠가 점점 더 대중화되고 인기를 끌면서 많은 사람들이 대형 경기장으로 몰려들었다. 국제 올림픽 위원회(IOC)는 올림픽의 이상과 더 많은 선수들의 참여를 장려하고자 노력을 아끼지 않았다. 1922년 리우데자네이루에서 열린 라틴 아메리카 올림픽 이후, IOC는 국가 올림픽 위원회를 설립하고 향후 대회를 준비하는 데 많은 도움을 주었다. 그러나 브라질에서는 반대파가 국제 스포츠 경기 개최에 대한 주도권을 놓고 싸우면서 이러한 진전이 늦춰졌다. 1924년 파리 하계 올림픽과 1928년 암스테르담 하계 올림픽에서는 라틴 아메리카권 선수들의 참가율이 크게 늘어났다.
영국과 스코틀랜드 이민자들은 19세기 후반 브라질에 푸테보우(축구)를 도입했다. 북미 YMCA 국제위원회와 미국 플레이그라운드 협회는 코치 양성에 중요한 역할을 담당했다. 1912년 이후의 전 세계에서 국제축구연맹(FIFA)은 협회 축구가 세계적인 경기로 변모하고, 국가 및 지역 단체와 적극적으로 협력하며, 규칙과 관습을 새롭게 제정하고, 월드컵과 같은 선수권 대회를 개최하는 데에 많은 기여를 했다.

## 같이 보기
- 강대국의 국제 관계 (1814년-1919년)
- 제1차 세계 대전의 여파
- 1920년대
- 재즈 시대
- 광란의 20년대
- 1930년대
- 국제 관계 (1919년-1939년)
- 제1차 세계 대전의 외교사
- 제2차 세계 대전의 외교사
- 제2차 세계 대전의 원인
- 잃어버린 세대
- 가장 위대한 세대
- 대공황

### 설명주
1. ↑  사실상 폴란드령이었다.
2. ↑  얼마나 화폐 가치가 상승했는지 이웃 국가인 프랑스의 경제에도 타격을 입힐 정도였다.
3. ↑  종속국이었던 알바니아는 합병 대상 영토로 여겼다
4. ↑  이탈리아는 프랑스가 지배하는 수에즈 운하 회사 때문에 이탈리아령 동아프리카 식민지로 향하는 모든 해양 운송에 막대한 통행료를 지불해야 했기 때문이다.[74]

### 인용주
1. ↑  Simonds, Frank H. (1919년 11월 9일). “A Year After the Armistice—The Unsettled Disputes”. 《New-York Tribune》. 26면. 2019년 11월 9일에 원본 문서에서 보존된 문서. 2019년 11월 10일에 확인함.
2. ↑  “Invasion of Poland, September 1939”. The National WWII Museum. 2023년 10월 17일. 2024년 5월 11일에 원본 문서에서 보존된 문서. 2024년 6월 15일에 확인함. The result was the Molotov-Ribbentrop Pact of August 23 [1939]… the crucial part of the agreement… reshaped the map of Central Europe… Bessarabia, Finland, Estonia, Latvia, and eastern Poland would become part of Stalin’s sphere of influence…
3. ↑  “Military aircraft - Interwar, Developments, Technology | Britannica”. 2024년 6월 24일.
4. ↑  “Interwar Airpower, Grand Strategy, and Military Innovation: Germany vs. Great Britain”. 2018년 2월 28일.
5. ↑  Murray, Williamson (1996). 〈Armored warfare: The British, French, and German experiences〉. 《Military Innovation in the Interwar Period》. 6–49쪽. doi:10.1017/CBO9780511601019.002. ISBN 978-0-521-55241-7.
6. ↑  https://dspace.mit.edu/bitstream/handle/1721.1/33688/64634986-MIT.pdf?sequence=2 [{{{설명}}}]
7. ↑  “Incubate Innovation: Aviation Lessons from the Interwar Period”.
8. ↑  “Innovation for the Interwar Years”.
9. ↑  “How did WWI reshape the modern world?”. 2018년 11월 9일.
10. ↑  “How did WWI reshape the modern world?”. 2018년 11월 9일.
11. ↑  Schrader, Bärbel; Schebera, Jürgen (1988). 《The "Golden" Twenties: Art and Literature in the Weimar Republic》. New Haven: Yale University Press. ISBN 0-300-04144-6.
12. ↑  Todd, Allan (2001). 《The Modern World》. Oxford University Press. 52–58쪽. ISBN 0-19-913425-1. 2019년 11월 22일에 원본 문서에서 보존된 문서. 2018년 5월 19일에 확인함.
13. ↑  Blake, Jody (1999). 《Le Tumulte Noir: modernist art and popular entertainment in jazz-age Paris, 1900–1930》. Penn State Press. ISBN 0-271-02339-2.
14. ↑  Duncan, Alastair (2009). 《Art Deco Complete: The Definitive Guide to the Decorative Arts of the 1920s and 1930s》. Thames & Hudson. ISBN 978-0-500-23855-4.
15. ↑  Price, S (1999). “What made the twenties roar?”. 《Scholastic Update》 131 (10): 3–18.
16. ↑  Maier, Charles D. (1975). 《Recasting Bourgeois Europe: Stabilization in France, Germany, and Italy in the Decade After World War I》. Princeton University Press. ISBN 0-691-05220-4.
17. ↑  Gordon Martel, 편집. (2011). 《A Companion to Europe 1900–1945》. John Wiley & Sons. 449–50쪽. ISBN 9781444391671. 2017년 2월 19일에 원본 문서에서 보존된 문서. 2017년 2월 19일에 확인함.
18. ↑  Hamish Macdonald (1998). 《Mussolini and Italian Fascism》. Nelson Thornes. 20쪽. ISBN 9780748733866. 2019년 12월 15일에 원본 문서에서 보존된 문서. 2018년 5월 12일에 확인함.
19. ↑  Garrick Bailey; James Peoples (2013). 《Essentials of Cultural Anthropology》. Cengage Learning. 208쪽. ISBN 978-1285415550. 2017년 2월 19일에 원본 문서에서 보존된 문서. 2017년 2월 19일에 확인함.
20. ↑  Leslie Hume (2016). 《The National Union of Women's Suffrage Societies 1897–1914》. Routledge. 281쪽. ISBN 9781317213260. 2017년 2월 19일에 원본 문서에서 보존된 문서. 2017년 2월 19일에 확인함.
21. ↑  Derek Howard Aldcroft; Steven Morewood (2013). 《The European Economy Since 1914》. Routledge. 44, 46쪽. ISBN 9780415438896. 2017년 2월 19일에 원본 문서에서 보존된 문서. 2017년 2월 19일에 확인함.
22. 1 2  Garraty, John A. (1986). 《The Great Depression》. San Diego: Harcourt Brace Jovanovich. ISBN 0-15-136903-8.
23. ↑  Duhigg, Charles (2008년 3월 23일). “Depression, You Say? Check Those Safety Nets”. 《The New York Times》. 2021년 3월 1일에 원본 문서에서 보존된 문서. 2020년 9월 20일에 확인함.
24. ↑  Lowenstein, Roger (2015년 1월 14일). “Economic History Repeating”. 《The Wall Street Journal》. 2018년 1월 19일에 원본 문서에서 보존된 문서. 2017년 3월 7일에 확인함.
25. ↑  Frank, Robert H.; Bernanke, Ben S. (2007). 《Principles of Macroeconomics》 3판. Boston: McGraw-Hill/Irwin. 98쪽. ISBN 978-0-07-319397-7.
26. ↑  “Commodity Data”. US Bureau of Labor Statistics. 2019년 6월 3일에 원본 문서에서 보존된 문서. 2008년 11월 30일에 확인함.
27. ↑  Cochrane, Willard W. (1958). 《Farm Prices, Myth and Reality》. University of Minnesota Press. 15쪽.
28. ↑  “World Economic Survey 1932–33”. 《League of Nations》: 43.
29. ↑  Mitchell, Broadus (1947). 《Depression Decade》. New York: Rinehart. OCLC 179092.
30. ↑  Marks, Sally (1976). 《The Illusion of Peace: International Relations in Europe, 1918–1933》. New York: St. Martin's Press. ISBN 0-312-40635-5.
31. ↑  Mowat, C. L., 편집. (1968). 《The New Cambridge Modern History》. 12: The Shifting Balance of World Forces, 1898–1945.
32. ↑  Matera, Marc; Kent, Susan Kingsley (2017). 《The Global 1930s: The International Decade》. Routledge. 192쪽. ISBN 978-0-415-73830-9.
33. ↑  Payne, Stanley G. (1995). 《A History of Fascism, 1914–1945》. Madison: University of Wisconsin Press. ISBN 0-299-14870-X.
34. ↑  Soucy, Robert (2015). 〈Fascism〉. 《Encyclopaedia Britannica》. 2018년 10월 25일에 원본 문서에서 보존된 문서. 2017년 12월 2일에 확인함.
35. 1 2 3  Fairbank, John K.; Reischauer, Edwin O.; Craig, Albert M. (1965). 《East Asia: The Modern Transformation》. Boston: Houghton Mifflin. 501–4쪽. OCLC 13613258.
36. ↑  Paul W. Doerr (1998). 《British Foreign Policy, 1919–1939》. Manchester University Press. 120쪽. ISBN 9780719046728. 2019년 11월 17일에 원본 문서에서 보존된 문서. 2018년 3월 16일에 확인함.
37. ↑  Chang, David Wen-wei (2003). “The Western Powers and Japan's Aggression in China: The League of Nations and 'The Lytton Report'”. 《American Journal of Chinese Studies》 10 (1): 43–63. JSTOR 44288722.
38. ↑  Yamamuro, Shin'ichi (2006). 《Manchuria under Japanese Dominion》. U. of Pennsylvania Press; online “Review”. 《Journal of Japanese Studies》 34 (1): 109–114. 2007. doi:10.1353/jjs.2008.0027. S2CID 146638943.
39. ↑  Huffman, James L. (2013). 《Modern Japan: An Encyclopedia of History, Culture, and Nationalism》. Routledge. 143쪽. ISBN 978-1-135-63490-2. 2019년 12월 13일에 원본 문서에서 보존된 문서. 2018년 3월 16일에 확인함.
40. ↑  Feis, Herbert (1960). 《The Road to Pearl Harbor: The Coming of the War Between the United States and Japan》. Princeton University Press. 8–150쪽. OCLC 394264.
41. ↑  Payne, Stanley G. (1970). 《The Spanish Revolution》. Johns Hopkins University Press. 262–76쪽. ISBN 0-297-00124-8.
42. ↑  Thomas, Hugh (2001). 《The Spanish Civil War》 2판. New York: Modern Library. ISBN 0-375-75515-2.
43. ↑  Carr, E. H. (1984). 《The Comintern and the Spanish Civil War》. London: Macmillan. ISBN 0-394-53550-2.
44. ↑  Whealey, Robert H. (2005). 《Hitler and Spain: The Nazi Role in the Spanish Civil War, 1936-1939》. University Press of Kentucky. ISBN 0-8131-9139-4.
45. ↑  Brown, Judith; Louis, Wm Roger, 편집. (1999). 《The Oxford History of the British Empire: Volume IV: The Twentieth Century》. 1–46쪽.
46. ↑  Lee, Stephen J. (1996). 《Aspects of British Political History, 1914–1995》. Psychology Press. 305쪽. ISBN 0-415-13102-2.
47. ↑  Louis, William Roger (2006). 《Ends of British Imperialism: The Scramble for Empire, Suez and Decolonization》. Palgrave Macmillan Limited. 294–305쪽. ISBN 1-84511-347-0.
48. ↑  Low, Donald Anthony; Ray, Rajat Kanta (2006). 《Congress and the Raj: Facets of the Indian Struggle, 1917–47》. Oxford UP. ISBN 0-19-568367-6.
49. ↑  Sayer, Derek (1991). “British reaction to the Amritsar massacre 1919–1920”. 《Past & Present》 (131): 130–64. doi:10.1093/past/131.1.130.
50. 1 2 3  Mowat, C. L. (1968). 《The New Cambridge Modern History, Vol. 12: The Shifting Balance of World Forces, 1898–1945》 2판. – 25 chapters; 845 pp
51. ↑  McLeave, Hugh (1970). 《The Last Pharaoh: Farouk of Egypt》. New York: McCall. ISBN 0-8415-0020-7.
52. ↑  De Gaury, Gerald (1961). 《Three Kings in Baghdad, 1921–1958》. London: Hutchinson. OCLC 399044.
53. ↑  Bulliet, Richard (2010). 《The Earth and Its Peoples: A Global History. Vol. 2: Since 1500》. et al. 5 Cengage Learning판. Cengage Learning. ISBN 978-1439084755. excerpt pp. 774–845
54. ↑  Herbert Ingram Priestley, France overseas: a study of modern imperialism (1938) pp 440–41.
55. ↑  INSEE. “Tableau 1 – évolution générale de la situation démographique” (프랑스어). 2010년 11월 3일에 확인함.
56. ↑  Statistique générale de la France. “Code Officiel Géographique – La IIIe République (1919–1940)” (프랑스어). 2010년 11월 3일에 확인함.
57. ↑  Alexander Mikaberidze (2011). 《Conflict and Conquest in the Islamic World: A Historical Encyclopedia》. ABC-CLIO. 15쪽. ISBN 9781598843361. 2016년 6월 22일에 원본 문서에서 보존된 문서. 2018년 4월 13일에 확인함.
58. ↑  Kershaw, Ian, 편집. (1990). 《Weimar: Why did German Democracy Fail?》. New York: St. Martin's Press. ISBN 0-312-04470-4.
59. ↑  Elz, Wolfgang (2009). 〈Foreign policy〉.   McElligott, Anthony. 《Weimar Germany》. Oxford University Press. 50–77쪽. ISBN 978-0-19-928007-0.
60. 1 2  Donald Cameron Watt, How war came: the immediate origins of the Second World War, 1938–1939 (1989).
61. 1 2  R.J. Overy, The Origins of the Second World War (2014).
62. ↑  Lowe, pp. 191–199
63. 1 2 3  Smith, Dennis Mack (1981). 《Mussolini》. London: Weidenfeld and Nicolson. 170쪽. ISBN 0-297-78005-0.
64. 1 2 3 4  Salerno, Reynolds Mathewson (2002). 《Vital Crossroads: Mediterranean Origins of the Second World War, 1935–1940》. Cornell University Press. 105–106쪽. ISBN 0-8014-3772-5.
65. 1 2  Bideleux, Robert; Jeffries, Ian (1998). 《A History of Eastern Europe: Crisis and Change》. London: Routledge. 467쪽. ISBN 0-415-16111-8.
66. ↑  Millett, Allan R.; Murray, Williamson (2010). 《Military Effectiveness》 2 New판. New York: Cambridge University Press. 184쪽.
67. 1 2  Burgwyn, James H. (1997). 《Italian Foreign Policy in the Interwar Period, 1918–1940》. Praeger. 68쪽. ISBN 978-0-275-94877-1. 2019년 12월 9일에 원본 문서에서 보존된 문서. 2017년 5월 24일에 확인함.
68. 1 2  Whealey, Robert H. (2005). 《Hitler And Spain: The Nazi Role In The Spanish Civil War, 1936–1939》 Paperback판. Lexington: University Press of Kentucky. 11쪽. ISBN 0-8131-9139-4.
69. ↑  Balfour, Sebastian; Preston, Paul (1999). 《Spain and the Great Powers in the Twentieth Century》. London: Routledge. 152쪽. ISBN 0-415-18078-3.
70. ↑  Bosworth, R. J. B. (2009). 《The Oxford Handbook of Fascism》. Oxford: Oxford University Press. 246쪽.
71. ↑  Mearsheimer, John J. (2003). 《The Tragedy of Great Power Politics》. W. W. Norton & Company. ISBN 0-393-32396-X.
72. ↑  《The Road to Oran: Anglo-Franch Naval Relations, September 1939 – July 1940》. 24쪽.
73. 1 2  Salerno, Reynolds Mathewson (2002). 《Vital Crossroads: Mediterranean Origins of the Second World War, 1935–1940》. Cornell University. 82–83쪽. ISBN 0-8014-3772-5.
74. 1 2  “French Army breaks a one-day strike and stands on guard against a land-hungry Italy”. 《Life》. 1938년 12월 19일. 23쪽.
75. ↑  Tomes, Jason (2001). “The Throne of Zog”. 《History Today》 51 (9): 45–51.
76. ↑  Fischer, Bernd J. (1999). 《Albania at War, 1939–1945》. Purdue UP. ISBN 1-55753-141-2.
77. ↑  Hoisington, William A. Jr. (1971). “The Struggle for Economic Influence in Southeastern Europe: The French Failure in Romania, 1940”. 《Journal of Modern History》 43 (3): 468–482. doi:10.1086/240652. JSTOR 1878564. S2CID 144182598.
78. 1 2  Gerwarth, Robert (2007). 《Twisted Paths: Europe 1914–1945》. Oxford University Press. 242–261쪽. ISBN 978-0-1992-8185-5. 2021년 4월 17일에 원본 문서에서 보존된 문서. 2020년 10월 14일에 확인함.
79. ↑  Lester D. Langley, The Banana Wars: United States Intervention in the Caribbean, 1898–1934 (2001)
80. ↑  Bulmer-Thomas, Victor (2003). 《The Economic History of Latin America since Independence》 2판. Cambridge University Press. 189–231쪽. ISBN 0-521-53274-4.
81. 1 2 3 4  Goebel, Michael (2009). “Decentring the German Spirit: The Weimar Republic's Cultural Relations with Latin America”. 《Journal of Contemporary History》 44 (2): 221–245. doi:10.1177/0022009408101249. S2CID 145309305.
82. 1 2  Penny, H. Glenn (2017). “Material Connections: German Schools, Things, and Soft Power in Argentina and Chile from the 1880s through the Interwar Period”. 《Comparative Studies in Society and History》 59 (3): 519–549. doi:10.1017/S0010417517000159. S2CID 149372568.
83. ↑  Sanhueza, Carlos (2011). 〈El debate sobre "el embrujamiento alemán" y el papel de la ciencia alemana hacia fines del siglo XIX en Chile〉 (PDF). 《Ideas viajeras y sus objetos. El intercambio científico entre Alemania y América austral. Madrid–Frankfurt am Main: Iberoamericana–Vervuert》 (스페인어). 29–40쪽.
84. ↑  Sheinin, David M. K., 편집. (2015). 《Sports Culture in Latin American History》. University of Pittsburgh Press. ISBN 978-0-8229-6337-0.
85. ↑  Torres, Cesar R. (2006). “The Latin American 'Olympic Explosion' of the 1920s: causes and consequences”. 《International Journal of the History of Sport》 23 (7): 1088–111. doi:10.1080/09523360600832320. S2CID 144085742.
86. ↑  Guedes, Claudia (2011). “'Changing the cultural landscape': English engineers, American missionaries, and the YMCA bring sports to Brazil–the 1870s to the 1930s”. 《International Journal of the History of Sport》 28 (17): 2594–608. doi:10.1080/09523367.2011.627200. S2CID 161584922.
87. ↑  Dietschy, Paul (2013). “Making football global? FIFA, Europe, and the non-European football world, 1912–74”. 《Journal of Global History》 8 (2): 279–298. doi:10.1017/S1740022813000223. S2CID 162747279.